# Zhou Enlai
Zhou Enlai (chinês: 周恩来, pinyin: Zhōu Ēn lái; por vezes escrito Xu Enlai, Zhou Enlai ou ainda Tcheu Ngen-Lai; 5 de março de 1898 – 8 de janeiro de 1976) foi o primeiro primeiro-ministro da China, atuando como chefe de governo entre outubro de 1949 e janeiro de 1976, quando veio a falecer. Foi um proeminente líder do Partido Comunista Chinês, sendo uma das figuras mais próximas do Presidente Mao Zedong e personagem crucial na ascensão e consolidação do Partido Comunista no poder.
Hábil diplomata, serviu como Ministro das Relações Exteriores da China de 1949 a 1958. Defendendo uma coexistência pacífica com o ocidente após o impasse da Guerra da Coreia, participou da Conferência de Genebra de 1954 e da Conferência de Bandungue em 1955, ajudando a orquestrar a visita de Richard Nixon à China em 1972. Também teve importante papel na relação com países como Índia, Vietnã, União Soviética, Taiwan e Estados Unidos.
Zhou foi um dos altos oficiais do Partido que sobreviveram aos expurgos ocorridos durante a Grande Revolução Cultural Proletária. Nesse sentido, enquanto Mao dedicou os últimos anos de sua vida à luta política e ao trabalho ideológico, Zhou foi a figura que lidou com as questões mais administrativas e burocráticas do Estado. Sua tentativa de mitigar os danos causados pela Guarda Vermelha e os esforços para proteger as pessoas dos excessos cometidos, fizeram dele uma figura extremamente popular nos anos finais da Revolução Cultural.
Com o declínio da saúde de Mao a partir de 1971 e com a morte de Lin Biao, Zhou foi eleito Vice-presidente do Partido Comunista pelo 10º Comitê Central em 1973 e assim designado para ser o sucessor de Mao, mas ainda assim continuou numa luta interna contra a Camarilha dos Quatro pela liderança da China. Sua última grande aparição pública foi na primeira reunião do 4º Congresso Nacional Popular em 13 de janeiro de 1975, onde apresentou um relatório dos trabalhos do governo. Depois disso, retirou-se para cuidar da saúde, morrendo no ano seguinte. A enorme manifestação de luto que ocorreu em Pequim transformou-se num movimento de ódio à Camarilha dos Quatro, o que levou aos Protestos na Praça da Paz Celestial em 1976.

## Primeiros anos

### Juventude
Zhou Enlai nasceu em Huai'an, na província de Jiangsu, no dia 5 de março de 1898, sendo o primeiro filho desse ramo da família Zhou. A família Zhou era originalmente de Shaoxing, Zhejiang. Durante o final da Dinastia Qing, Shaoxing era conhecida por ser o lar de famílias como a Zhou, cujos membros trabalhavam como funcionários do governo (師爷, shiye) geração após geração. Para subir na hierarquia do serviço público, os homens dessas famílias eram frequentemente transferidos, e nos últimos anos da dinastia Qing o ramo de Zhou Enlai da família mudou-se para Huai'an. Mesmo após a mudança, a família continuou a ver Shaoxing como seu lar ancestral.
O avô de Zhou, Zhou Panlong, e seu tio-avô, Zhou Jun'ang, foram os primeiros membros da família que se mudaram para Huai'an. Panlong aparentemente passou nos exames provinciais e Zhou Enlai depois afirmou que ele serviu como magistrado do condado de Huai'an. O pai de Zhou, Zhou Yineng, foi o segundo dos quatro filhos de Zhou Panlong. A mãe biológica de Zhou, de sobrenome "Wan", era filha de um proeminente oficial de Jiangsu.
Como muitos outros, a fortuna econômica da numerosa família de oficiais eruditos Zhou foi dizimada pela grande recessão econômica que a China sofreu no final do século XIX. Seu pai tinha uma reputação de honestidade, ternura, inteligência e preocupação com os outros, mas era também considerado "fraco" e com "falta de disciplina e determinação". Foi mal sucedido em sua vida pessoal e percorreu por toda a China exercendo as mais diversas ocupações, trabalhando em Pequim, Shandong, Anhui, Shenyang, Mongólia Interior e Sichuan. Zhou Enlai afirmou posteriormente que suas lembranças do pai eram de alguém estando sempre distante de casa e com dificuldades para sustentar a família.
Pouco após nascer, Zhou Enlai foi adotado pelo irmão mais novo de seu pai, Zhou Yigan, que possuía tuberculose. Aparentemente a adoção foi arranjada porque a família temia que Yigan morresse sem um herdeiro. A tuberculose levou Yigan à morte pouco após a adoção, e Zhou Enlai acabou sendo criado pela viúva de Yigan, cujo sobrenome era "Chen". A senhora Chen também era de uma família erudita e recebeu uma educação literária tradicional, e de acordo com a explicação do próprio Zhou, seu grande interesse por literatura chinesa e opera ocorreu por conta de sua relação próxima com ela. A Madame Chen ensinou Zhou a ler e escrever bastante cedo, e Zhou afirmou que leu o famoso romance Jornada ao Oeste com apenas seis anos. Aos oito anos, ele leu outros romances clássicos chineses, tais como Margem da Água, Romance dos Três Reinos e o O Sonho da Câmara Vermelha.
A mãe biológica de Zhou, Wan, morreu em 1907 quando Zhou tinha somente nove anos, e sua mão adotiva, Chen, morreu em 1908 quando Zhou tinha dez anos. Seu pai estava trabalhando em Hubei, longe de Jiangsu, então Zhou e seus dois irmãos mais novos voltaram para Huai'an e viveram com o irmão mais novo de seu pai, Yikui, pelos próximos dois anos. Em 1910 seu tio Yigeng, o irmão mais velho de seu pai, se ofereceu para cuidar de Zhou. A família em Huai'an concordou, e ele foi enviado para ficar com seu tio na Manchúria, onde Zhou Yigeng trabalhava como um oficial do governo.

### Educação
Sua educação prévia foi feita inteiramente por meio de ensino doméstico, mas em Shenyang, Zhou frequentou a Academia Modelo Dongguan, uma escola cujo estilo era considerado mais moderno do que as demais. Lá, além de novos assuntos como Inglês e ciências, Zhou também foi exposto aos escritos de autores reformistas e radicais como Liang Qichao, Kang Youwei, Chen Tianhua, Zou Rong e Zhang Binglin. Aos catorze anos, Zhou declarou que o que motivava sua educação era o objetivo de "tornar-se um grande homem que assumirá as grandes responsabilidades do país no futuro". Em 1913, o tio de Zhou foi transferido para Tianjin, onde Zhou ingressou na famosa Escola Secundária de Nankai.
A Escola Secundária de Nankai foi fundada por Yan Xiu, um proeminente estudioso e filantropo, e liderada por Zhang Boling, um dos educadores chineses mais importantes do século XX. Os métodos de ensino da Nankai eram incomuns para os padrões chineses contemporâneos. No período em que Zhou começou a frequentá-la, a escola havia adotado o modelo educacional usado na Phillips Academy, dos Estados Unidos. A reputação da escola, com sua rotina diária "altamente disciplinada" e um "código moral rigoroso", atraiu muitos estudantes que posteriormente se tornariam proeminentes na vida pública. Entre os amigos de Zhou e seus colegas de classe estavam desde Ma Jun (futuro líder comunista, tendo sido executado em 1927) e Wu Kuo-Chen (futuro prefeito de Xangai e governador de Taiwan. Membro do Partido Nacionalista). Os talentos de Zhou também chamaram a atenção de Yan Xiu e Zhang Boling, em especial de Yan, que investiu alto em Zhou e o ajudou a pagar por seus estudos no Japão e na França.
Yan estava tão impressionado que o encorajou a casar-se com sua filha, mas ele recusou. Mais tarde, Zhou descreveu para um
colega de classe, Zhang Honghao, o que motivou a sua recusa: temia que suas perspectivas financeiras não fossem promissoras, e que Yan, como seu sogro, acabaria dominando sua vida.
Zhou saiu-se muito bem em seus estudos na Nankai: destacou-se em Chinês, ganhou diversos prêmio no clube de discursos e tornou-se editor do jornal da escola em seu último ano. Também foi muito ativo atuando e produzindo dramas e peças de teatro; muitos estudantes que não estavam familiarizados com ele o conheciam por conta de sua atuação. Sua participação em debates e performances de palco contribuíram para sua eloquência e habilidades de persuasão. Em junho de 1917 foi um dos cinco alunos de graduação honrados na cerimônia de início da aulas e um dos dois oradores.
No período em que se graduou em Nankai, os ensinamentos de Zhang Boling a respeito dos conceitos de gong (espírito público) e neng (habilidade) causaram-lhe uma grande impressão. Zhou deixou Nankai com um grande desejo de ingressar no serviço público e para isso adquirir as habilidades necessárias para tal.
Nankai ainda preserva uma série de ensaios e artigos escritos por Zhou Enlai naquele período, e estes refletem a disciplina, o treinamento e a preocupação com o país que os fundadores de Nankai tentaram incutir em seus alunos.
Seguindo muitos de seus colegas de sala, Zhou foi para o Japão em julho de 1917 para realizar estudos complementares. Durante seus dois anos no Japão, Zhou passou a maior parte do tempo na Escola Superior Preparatória do Leste Asiático, uma escola de idiomas para estudantes chineses. Os estudos de Zhou foram financiados por seus tios, e aparentemente também pelo fundador da Nankai, Yan Xiu. Seus fundos, no entanto, eram limitados, e durante esse período o Japão sofreu uma inflação severa. Zhou originalmente planejava ganhar uma das bolsas de estudo que eram oferecidas pelo governo chinês; essas bolsas, no entanto, exigiam que estudantes chineses passassem em exames de admissão nas universidades japonesas. Zhou fez tais exames em pelo menos duas escolas, mas não conseguiu a admissão.
As crises de ansiedades que possuía foram agravadas pela morte de seu tio, Zhou Yikui, sua incapacidade de dominar o a língua japonesa e o grande chauvinismo cultural japonês que discriminava os chineses. Na época em que retornou à China, na primavera de 1919, estava profundamente desencantado com a cultura japonesa, rejeitando a ideia de que o modelo político japonês era relevante para a China e desprezando os valores de elitismo e militarismo que lá ele observara.
Os diários de Zhou e as cartas do tempo em que esteve em Tóquio mostram um profundo interesse por política e atualidades, em particular, pela Revolução Russa de 1917 e pelas novas políticas realizadas pelos Bolcheviques. Assim, Começou a ler avidamente a revista progressista e de orientação à esquerda New Youth (Xin Qingnian), escrita por Chen Duxiu, intelectual comunista chinês e um dos fundadores do Partido Comunista da China. Provavelmente leu também alguns dos primeiros trabalhos japoneses sobre Marx, assim como especula-se que assistiu às apresentações de Kawakami Hajime (economista marxista japonês) na Universidade de Kyoto, mas não consenso quanto a isso. Kawakami foi uma importante figura no início da história do marxismo no Japão, e suas traduções e artigos influenciaram uma geração de comunistas chineses. Os diários de Zhou também mostram sua inquietação com as manifestações de estudantes chineses no Japão em maio de 1918, quando o governo chinês não lhes enviou as bolsas de estudo. De todo modo, nada indica que ele estivesse envolvido de forma profunda nesses movimentos. Seu papel verdadeiramente ativo nos movimentos políticos começa após seu retorno à China.

### Primeiras atividades políticas

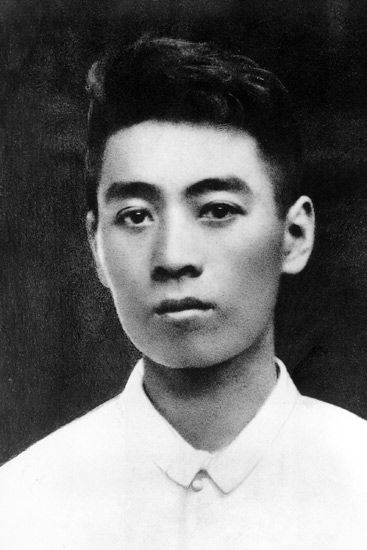
Um jovem Zhou Enlai (1919)

Zhou retornou para Tianjin na primavera de 1919. Os historiadores divergem quanto a sua participação no Movimento Quatro de Maio. A biografia chinesa "oficial" afirma que ele atuou como líder dos protestos estudantis em Tianjin, mas muitos estudiosos acreditam que isso seja muito improvável baseado na completa ausência de evidências diretas sobre o período. Em julho de 1919, de todo modo, Zhou tornou-se editor do jornal Tianjin xuesheng lianhe huibao (Boletim da União dos Estudantes de Tianjin), aparentemente por pedido de seu colega de classe, Ma Jun, um dos fundadores da União. Durante sua breve existência (julho de 1919 - início de 1920), o jornal foi amplamente lido por grupos de estudantes em todo o país, alcançando uma tiragem de mais de 20 mil exemplares e sendo reprimido pelo menos uma vez pelo governo por ser "prejudicial à segurança pública e à ordem social".
Em agosto de 1919, quando a Nankai tornou-se uma universidade, Zhou estava na primeira turma, mas já era um ativista em tempo integral. Suas atividades políticas continuaram a se expandir, e em setembro ele e outros estudantes decidiram estabelecer a Huànxǐng shèhuì (Sociedade Despertando). Esse pequeno grupo, nunca maior do que 25 membros, foi definido por Zhou da seguinte forma: "tudo o que é incompatível com o progresso dos tempos atuais, como o militarismo, a burguesia, lideranças partidárias, burocratas, desigualdade entre homem e mulher, fanatismo, moral obsoleta, ética antiquada... tudo isso deve ser abolido ou reformado" e que o propósito da Sociedade era disseminar essa consciência entre o povo chinês. Foi na Sociedade que Zhou conheceu sua futura esposa, Deng Yingchao. De certa forma, a Sociedade  Despertando era parecida com o grupo clandestino de estudos marxistas Universidade de Pequim, chefiado por Li Dazhao, com os membros do grupo usando números no lugar dos nomes como forma de garantir certo "sigilo" (Zhou era o "Número Cinco", um pseudônimo que continuou a usar nos anos seguintes).
Imediatamente após o grupo ter sido estabelecido, Li Dazhao foi convidado para dar uma palestra sobre marxismo. Zhou assumiu um papel mais proeminente nas atividades políticas com o passar dos meses, sendo a maior dessas atividades uma manifestação de apoio a um boicote nacional contra produtos japoneses. Conforme o boicote foi se tornando mais efetivo, o governo nacional, sob pressão do Japão, buscou suprimi-lo. Em janeiro de 1920, um confronto com algumas manifestações de boicote em Tianjin levou diversas pessoas para a prisão, incluindo alguns membros da Sociedade Despertando. Em 29 de janeiro, Zhou liderou uma marcha até o escritório do governador em Tianjin para entregar uma petição que pedia a libertação dos presos, mas ele e outras três lideranças foram presas. Os presos permaneceram na prisão por mais de seis meses; durante esse tempo Zhou teria organizado algumas discussões sobre marxismo. Em seu julgamento em julho, Zhou e seis outros foram condenados a dois meses; os demais foram considerados inocentes. Todos foram imediatamente libertados, uma vez que já tinham permanecido presos por seis meses. Após sua libertação, ele e a Sociedade se reuniram com várias organizações e concordaram em estabelecer uma "Federação Reformista"; durante essas atividades Zhou tornou-se mais próximo de Li Dazhao e conheceu Zhang Shenfu, que era o contato entre Li em Pequim e Chen Duxiu em Xangai. Ambos estavam organizando células comunistas secretas em cooperação com Grigori Voitinsky, um agente da Internacional Comunista (Comintern).
Pouco após sua soltura, Zhou decidiu ir para a Europa estudar, tendo em vista que havia sido expulso da Universidade de Nankai durante sua detenção. Por mais que dinheiro fosse um problema, ele recebeu uma bolsa de estudos de Yan Xiu. Como formar de conseguir mais dinheiro, ele contatou um jornal de Tianjin (chamado "Yishi bao") e assinou um acordo para trabalhar como "correspondente estrangeiro" na Europa. Assim, partiu de Xangai em 7 de novembro de 1929, junto com um grupo de 196 estudantes, entre eles amigos de Nankai e Tianjin.
As experiências de Zhou após o Movimento Quatro de Maio parecem ter sido cruciais para sua carreira como comunista. Seus amigos da Sociedade Despertando também foram afetados pelo evento, sendo que quinze membros desse grupo tornaram-se comunistas por pelos menos durante um tempo. Zhou e seis outros membros do grupo viajaram para a Europa nos dois anos seguintes, e Zhou depois acabou se casando com Deng Yingchao, a mais jovem do grupo.

### Atividades na Europa
O grupo de Zhou chegou em Marselha em 13 de dezembro de 1920. Diferente da maioria dos estudantes chineses, que viajavam para a Europa em programas de trabalho/estudo, a bolsa de estudos e o acordo de Zhou com oYishi bao significavam que ele estava com boas provisões e não precisaria trabalhar durante sua estadia. Por causa de sua posição financeira, ele foi capaz de dedicar-se em tempo integral às atividades revolucionárias. Em uma carta para seu primo em 30 de janeiro de 1921, Zhou afirmou que seus objetivos na Europa eram pesquisar as condições sociais nos países estrangeiros e seus métodos de resolução de problemas sociais, como forma de aplicar essas lições na China após seu retorno. Na mesma carta, Zhou afirmou, a respeito da adoção de uma ideologia específica, "eu ainda preciso me decidir".
Enquanto esteve na Europa, Zhou, também nomeado como John Knight, estudou as diferentes abordagens para a resolução do conflito de classes adotadas por vários países europeus. Em Londres, em janeiro 1921, Zhou testemunhou uma grande greve dos mineiros e escreveu uma série de artigos para o Yishi bao (em geral simpáticos aos mineiros) examinando o conflito entre trabalhadores e empregadores, e a resolução do conflito. Após cinco semanas em Londres ele se mudou-se para Paris, onde seu interesse na Revolução Russa de 1917 cresceu. Em uma carta para seu sobrinho, Zhou identificou dois caminhos gerais de reforma para a China: "reformas graduais" (como na Inglaterra) ou por "meios violentos" (como na Rússia). Zhou escreveu que "Eu não tenho uma preferência pela forma russa ou inglesa... eu preferiria algo intermediário ao invés de um desses dois extremos".
Ainda interessado em programas acadêmicos, Zhou viajou para a Grã-Bretanha para visitar a Universidade de Edimburgo. Preocupado com problemas financeiros e exigências linguísticas, ele não se inscreveu, retornando à França no final de janeiro. Não há registros de Zhou entrando em qualquer programa acadêmico na França. Na primavera de 1921, ele juntou-se a uma célula dos Comunistas Chineses. Zhou foi recrutado por Zhang Shenfu, que ele conheceu em agosto do ano anterior em um encontro com Li Dazhao. Ele também conheceu Zhang através de sua esposa, Liu Qingyang, membro da Sociedade Despertando. Zhou às vezes tem sido retratado neste período como alguém incerto em sua política, mas sua transição rápida para o comunismo sugere o contrário.
A célula que Zhou pertenceu era baseada em Paris; além de Zhou, Zhang, e Liu também incluía mais dois estudantes, Zhao Shiyan e Chen Gongpei. Pelos próximos dez meses, esse grupo este grupo acabou formando uma organização em conjunto com um grupo de chineses radicais de Hunan que estavam morando em Montargis, ao sul da França. Esse grupo incluiu figuras que posteriormente seriam posteriores, como Cai Hesen, Chen Yi, Nie Rongzhen, Deng Xiaoping e também Guo Longzhen, outro membro da Sociedade Despertando. Diferente de Zhou, a maioria dos estudantes nesse grupo eram participantes do programa de estudo/trabalho. Uma série de conflitos com os administradores chineses do programa, por causa dos baixos salários e das precárias condições de trabalho, resultaram em mais de cem estudantes ocupando os escritórios do programa no Instituto Sino-Francês em Lyon em setembro de 1921. Os estudantes, incluindo diversas pessoas do grupo de Montargis, foram presos e deportados. Zhou aparentemente não era um dos estudantes ocupantes e permaneceu na França até fevereiro ou março de 1922, quando ele se mudou com Zhang e Liu de Paris para Berlim. A mudança de Zhou para Berlim foi talvez por causa da atmosfera política relativamente "tranquila" na cidade, o que fez dela uma base mais favorável para as organizações europeias. Além disso, o Secretariado da Europa Ocidental da Comintern estava localizado em Berlim e é bastante claro que Zhou tinha importantes conexões com a Comintern, embora a natureza delas ainda seja contestada. Depois de mudar as operações para a Alemanha, Zhou viajava regularmente entre Paris e Berlim.
Zhou voltou para Paris em junho de 1922, onde era um dos vinte e um participantes presentes na organização do Partido Comunista da Juventude Chinesa, estabelecido como a filial europeia do Partido Comunista da China. Zhou ajudou a rascunhar a carta do partido e foi eleito como um dos três membros do comitê executivo como diretor de propaganda. Ele também escreveu e ajudou a editar a revista do partido, Shaonian (Juventude), depois renomeada para Chiguang (Luz Vermelha). Foi em sua atuação como editor geral da revista que Zhou conheceu Deng Xiaoping, então com dezessete anos, que Zhou contratou para operar uma máquina de mimeógrafo. O partido passou por diversas reorganizações e mudanças de nome, mas Zhou permaneceu como um membro chave do grupo durante toda a sua estada na Europa. Outras atividades importantes que Zhou assumiu incluíam recrutar e transportar estudantes para a Universidade Comunista dos Trabalhadores do Oriente, e o estabelecimento de uma filial europEia do Partido Nacionalista Chinês (Kuomintang).
Em junho de 1923, o 3º Congresso do Partido Comunista da China aceitou as instruções da Comintern para se aliar com o Kuomintang, liderado nesse período por Sun Yat-sen. Essas instruções pediam que os comunistas se juntassem ao Partido Nacionalista como "indivíduos", ao passo em que mantinham sua associação com o Partido Comunista. Depois de se juntar ao Kuomintang, eles trabalharam para liderá-lo e dirigi-lo, transformando-o em um veículo para a revolução. Vários anos depois, essa estratégia se tornaria a fonte de sérios conflitos entre o os Nacionalistas e os Comunistas.
Zhou não somente se juntou ao Kuomintang, mas também ajudou a organizar e fundar a filial europeia do Partido Nacionalista em novembro de 1923. Sob influência de Zhou, a maioria dos oficiais da filial europeia foram de fato comunistas. Os amplos contatos de Zhou e os relacionamentos pessoais que formou durante esse período foram centrais em sua carreira. Líderes partidários importantes, como Zhu De e Nie Rongzhen, foram admitidos no partido por Zhou.
Por volta de 1924, a aliança Soviético-Nacionalista se expandiu rapidamente e Zhou foi convocado de volta à China para realizar trabalho adicional. Ele deixou a Europa provavelmente no final de julho de 1924, retornando à China como um dos membros mais antigos do Partido Comunista Chinês na Europa.

## Trabalho político e militar em Whampoa

### Estabelecimento em Cantão

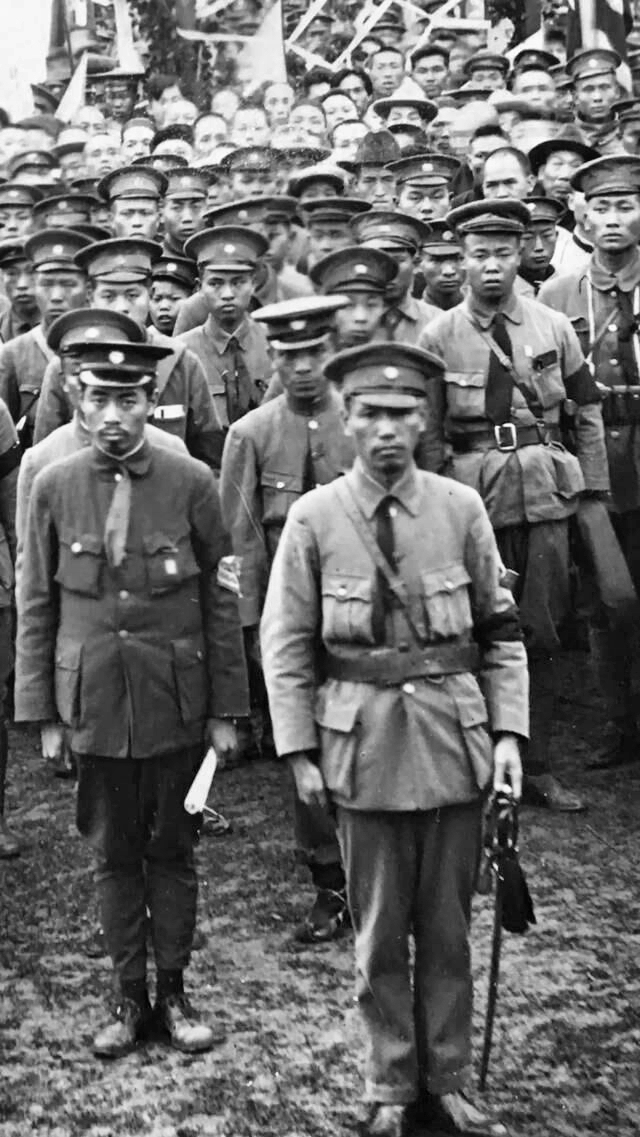
Chiang Kai-shek e Zhou Enlai com um grupo de cadetes na Academia Militar de Whampoa

Zhou voltou para a China no final de agosto ou início de setembro de 1924 para fazer parte do Departamento Político da Academia Militar de Whampoa, provavelmente através da influência Zhang Shenfu, que já havia trabalhado lá. As posições exatas que Zhou ocupou em Whampoa e suas datas não são claras. Alguns meses após sua chegada, possivelmente em outubro de 1924, ele se tornou vice-diretor do Departamento Político da Academia, e depois, possivelmente em novembro de 1924, diretor do departamento. Ainda que respondesse (tecnicamente) ao governo central, o departamento político de Zhou operou sob ordens diretas para doutrinar os cadetes de Whampoa na ideologia do Kuomintang com o objetivo de melhorar a lealdade e a moral. Enquanto serviu em Whampoa, Zhou foi também secretário do Partido Comunista de Cantão-Guangxi, e serviu como um representante do representante do partido com o posto de major-general.
A ilha de Whampoa, dezesseis quilômetros de Cantão, estava no coração da aliança Soviética-Nacionalista. Concebida como o centro de treinamento do Exército do Partido Nacionalista, foi para prover a base militar que os Nacionalistas lançariam sua campanha de unificação da China, que estava dividida em dezenas de "sátrapas" militares. Desde o início, a escola foi financiada, armada e parcialmente ocupada pelos soviéticos.
O Departamento Político, onde Zhou trabalhou, era responsável pela doutrinação política e controle. Como resultado, Zhou foi uma figura proeminente na maioria das reuniões da Academia, frequentemente dirigindo a escola imediatamente após o comandante Chiang Kai-shek. Foi extremamente influente em estabelecer o sistema de relação departamento político/comissário do partido que foi adotado nas forças armadas Nacionalistas em 1925.
Concorrente com sua nomeação em Whampoa, Zhou tornou-se secretário do Comitê Provincial de Cantão do Partido Comunista, e em algum ponto um membro da Seção Militar do Comitê Provincial. Zhou ampliou vigorosamente a influência Comunista na Academia. Ele logo trabalhou para que um número de outros Comunistas proeminentes fizessem parte do the Departamento Político, incluindo Chen Yi, Nie Rongzhen, Yun Daiying e Xiong Xiong. Zhou teve um papel importante em estabelecer a Associação de Jovens Soldados, um grupo de jovens que foi dominado pelos Comunistas, e o Faíscas, um grupo Comunista que existiu por pouco tempo. Ele então recrutou vários novos membros para o Partido Comunista das fileiras de cadetes, e eventualmente montou na academia uma filial secreta do partido dirigir os novos membros. Quando nacionalistas preocupados com o crescente número de membros e organizações comunistas em Whampoa estabeleceram uma "Sociedade para o Sun Yat-senismo", Zhou tentou sufocá-la, e o conflito entre esses grupos de estudantes foi o pano de fundo para a remoção de Zhou da academia.

### Atividades militares
Zhou participou de duas operações militares conduzidas pelo regime Nacionalista em 1925, posteriormente conhecidas como a primeira e segunda Expedições Orientais. A primeira ocorreu em janeiro de 1925 quando Chen Jiongming, um importante líder militar cantonês previamente expulso de Cantão por Sun Yat-sen, buscou retomar Cantão. A campanha do regime Nacionalista contra Chen consistiu de forças do Exército de Cantão sob o comando de Xu Chongzhi, e dois regimentos de treinamento do Exército do Partido Nacionalista, liderado por Chiang Kai-shek e composto por oficiais e cadetes da Academia. A luta durou até maio de 1925, com a derrota, mas não a destruição, das forças de Chen. Zhou acompanhou os cadetes da Whampoa na expedição como oficial político.
Quando Chen reagrupou e atacou Cantão novamente em setembro de 1925, os Nacionalistas deram início a uma segunda expedição. As forças Nacionalistas nesse período foram reorganizadas em cinco corpos (ou exércitos), e adotaram o sistema de comissário com os departamentos políticos e representantes do Partido Nacionalista em diversas divisões. O Primeiro Corpo, formado pelo Exército do Partido Nacionalista, composto pelo Exército do Partido Nacionalista, foi liderado por graduados da Whampoa e comandado por Chiang Kai-shek, que pessoalmente nomeou Zhou como diretor do Departamento Político do Primeiro Corpo. Pouco depois, o Comitê Central Executivo do Partido Nacionalista nomeou Zhou como representante partidário do partido, tornando Zhou comissário-chefe do Primeiro Corpo.[67] A primeira grande batalha da expedição viu a captura da base de Chen em Huizhou em 15 de outubro. Shantou foi tomada em 6 de novembro, e ao final de 1925, os Nacionalistas controlavam toda a província de Cantão.
A nomeação de Zhou como comissário-chefe do Primeiro Corpo permitiu que ele nomeasse Comunistas como comissários em quatro divisões do Corpo. Após a conclusão da Expedição, Zhou foi nomeado comissário especial para o Distrito do Rio Leste, que o colocou em controle administrativo temporário de vários condados; ele aparentemente usou essa oportunidade para estabelecer um braço do Partido Comunista em Shantou e fortaleceu o controle por parte do Partido dos sindicatos locais. Isso marcou o ponto alto do tempo de Zhou em Whampoa.

### Atividades políticas
Em questões pessoais, 1925 também foi um ano muito importante para Zhou. Zhou manteve contanto com Deng Yingchao, que ele tinha conhecido na Sociedade Despertando enquanto esteve em Tianjin. Em janeiro de 1925, Zhou pediu e recebeu a permissão das autoridades do Partido Comunista para casar com Deng. Os dois se casaram em Cantão em 8 de agosto de 1925.
O trabalho de Zhou em Whampoa chegou ao fim com o Golpe do Cantão em 20 de março de 1926, onde uma canhoneira de tripulação majoritariamente comunista foi de Whampoa para Cantão sem o conhecimento ou aprovação de Chiang Kai-shek. Esse evento fez com que Chang expulsasse os Comunistas da Academia por volta de maio de 1926 e removesse diversos deles de altas posições do Kuomintang. Em suas memórias, Nie Rongzhen sugere que a canhoneira foi para Cantão em protesto à (breve) prisão de Zhou.
O tempo de Zhou na Academia Militar de Whampoa foi um período significante em sua carreira. Seu trabalho pioneiro como oficial político em assuntos militares fez dele um importante especialista do Partido Comunista nessa área tão essencial; muito de sua carreira posterior foi centrada em questão militares. Seu trabalho na Seção Militar do Comitê Regional do Cantão do Partido Comunista da China era típico de suas atividades secretas no período. A Seção era um grupo secreto consistindo em três membros do Comitê Central Provincial, e era primeiramente responsável pela organização e direção do núcleo do partido no exército. Esse núcleo, organizado no nível regimental e acima, era "ilegal", o que significa que foi formado sem o conhecimento e autorização dos Nacionalistas. A Seção era também responsável pela organização de núcleos similares em outros grupos armados, incluindo sociedades secretas e serviços chave como os de ferrovias e canais de navegação. Zhou fez um trabalho extensivo nessas áreas até a separação definitiva entre os partidos Comunista e Nacionalista e o fim da aliança Soviético-Nacionalista em 1927.

## O Racha entre Comunistas e Nacionalistas

### Extensão da cooperação
As atividades de Zhou imediatamente após a remoção de suas posições na Whampoa são incertas. Um biógrafo anterior afirma que Chiang Kai-shek encarregou Zhou de "um centro de treinamento avançado para os membros do Partido Comunista e comissários retirados do exército". Fonte mais recentes de comunistas chineses afirmam que Zhou teve um importante papel nesse período em garantir o controle Comunista do Regimento Independente de Ye Ting. O regimento de Ye Ting posteriormente teve um papel de liderança na primeira grade ação militar dos Comunistas, a Revolta de Nanchang.
Em julho de 1926, os Nacionalistas deram início à Expedição Norte, uma tentativa militar em grande escalar de unificar a China. A Expedição foi liderada por Chiang Kai-shek e o Exército Nacional Revolucionário, um amálgama de forças militares com significante orientação de assessores militares da Rússia e numerosos Comunistas de cargos de comando e políticos. Com os sucessos iniciais da Expedição, logo houve uma corrida entre Chiang Kai-shek, liderando a "ala direita" do Partido Nacionalista, e os Comunistas, atuando dentro da "ala esquerda" dos Nacionalistas, pelo controle das cidades maiores ao sul, como Nanquim e Xangai. Nesse ponto a parte chinesa de Xangai era controlada por Sun Chuanfang, um dos alvos militares da Expedição Norte. Distraído pelo confronto com o Exército Nacional Revolucionário e por deserções em suas tropas, Sun reduziu suas forças em Xangai, e os Comunistas, cujo quartel-general do partido era localizado lá, realizaram três tentativas de tomar o controle da cidade. Essas tentativas posteriormente ficaram conhecidas como "as Três Revoltas de Xangai", tendo ocorrido em outubro de 1926, fevereiro de 1927 e março de 1927.

### Atividades em Xangai
Zhou foi transferido para Xangai para dar suporte nessas atividades, provavelmente no final de 1926. Sua participação na primeira revolta, em 23 e 24 de outubro, não é confirmada, mas ele certamente estava em Xangai em dezembro de 1926. Relatos iniciais apontam que Zhou organizou atividades de trabalho em Xangai após sua chegada, ou, de forma mais credível, trabalhou para "fortalecer a doutrinação de trabalhadores políticos em sindicatos e o contrabando de armas para grevistas". Relatos de que Zhou "organizou" ou "encomendou" a segunda e terceira revoltas em 20 de fevereiro e 21 de março tendem a exagerar o seu papel. As principais decisões durante esse período eram feitas pela liderança Comunista em Xangai, Chen Duxiu, o secretário-geral do Partido, com um comitê especial de oito oficiais do partido coordenando as ações dos Comunistas. O comitê também atuava de forma próxima com os representantes da Comintern em Xangai, liderados por Grigori Voitinsky. A documentação parcial disponível desse período mostra que Zhou liderou a Comissão Militar do Comitê Central do Partido Comunista em Xangai. Ele participou nas ações de fevereiro e março, mas não era o orientador em nenhum destes eventos, em vez disso trabalhou com A. P. Appen, o assessor militar soviético do Comitê Central, no treinamento dos piquetes do Sindicato Geral, sindicato controlado pelo Partido Comunista em Xangai. Ele também trabalhou para tornar os braços armados dos sindicatos mais efetivos quando os Comunistas declararam o "Terror Vermelho" após o fracasso da revolta de fevereiro, essa ação resultou no assassinato de vinte figuras "antisindicato", e o sequestro, espancamento e intimidação de outros associados com atividades antisindicato.
A terceira revolta Comunista em Xangai ocorreu entre 20 e 21 de março. 600 mil trabalhadores rebeldes cortaram linhas de energia e telefone e tomaram os correios, o quartel-general da polícia e estações ferroviárias da cidade, muitas vezes após combate pesado. Durante essa revolta, os insurrecionistas estavam sob ordens estritas de não prejudicar estrangeiros, ordens estas que foram plenamente obedecidas. As forças de Sun Chuanfang retiraram-se e a revolta obteve sucesso, apesar do menor número de forças armadas disponíveis. As primeiras tropas Nacionalistas entraram na cidade no dia seguinte.
Enquanto os Comunistas tentavam instalar um governo municipal soviético, o conflito começou entre Nacionalistas e Comunistas, e em 12 de abril as forças Nacionalistas, incluindo membro da Gangue Verde e soldados sob o comando do general Nacionalista Bai Chongxi atacaram os Comunistas e rapidamente os superou. Na véspera do ataque Nacionalista, Wang Shouhua, que era tanto o líder do Comitê de Trabalho do Partido Comunista, e o Presidente do Comitê Geral de Trabalho, aceitou um convite para jantar do "Orelhudo Du" (um mafioso de Xangai) e foi estrangulado após chegar. O próprio Zhou esteve próximo de ser assassinado em uma armadilha similar, quando foi preso após chegar para um jantar organizado na base de Si Lie, um comandante Nacionalista do Vigésimo-Sexto Exército de Chiang. Apesar dos rumores de que Chiang ofereceu um alto valor pela cabeça de Zhou, ele foi rapidamente libertado pelas forças de Bai Chongxi. As razões para a repentina libertação de Zhou parecem ser porque Zhou era então o Comunista mais experiente em Xangai, e os esforços de Chiang para exterminar os Comunistas de Xangai era altamente secretos nesse período, e sua execução poderia ser notada como uma violação do acordo de cooperação entre o Partido Comunistas e o Nacionalista (que tecnicamente ainda estava em andamento). Zhou foi finalmente libertado após a intervenção de um representante do Vigésimo-Sexto Exército, Zhao Shu, que foi capaz de convencer seus comandantes de que a prisão de Zhou havia sido um erro.

### Fuga de Xangai
Fugindo de Xangai, Zhou seguiu a caminho de Hankou (hoje parte de Wuhan) e participou do Quinto Congresso Nacional do Partido Comunista da China entre 27 de abril e 9 de maio. Ao fim do Congresso, Zhou foi eleito para o Comitê Central do Partido, novamente liderando o departamento militar. Após a repressão aos Comunistas feita por Chiang Kai-shek, o Partido Nacionalista se dividiu em dois, com a "ala esquerda" do Partido Nacionalista (liderada por Wang Jingwei) controlando o governo de Hankou, e a "ala direita" (liderada por Chiang Kai-shek) estabelecendo um governo rival em Nanquim. Ainda seguindo as instruções da Internacional Comunista, os Comunistas continuaram como um "bloco interno" no Partido Nacionalista, na esperança de continuar expandindo sua influência entre os Nacionalistas. Após ser atacado por um senhor de guerra amigo de Chiang, o governo esquerdista de Wang foi desintegrado em maio de 1927, e as tropas de Chiang deram início a um expurgo organizado contra os Comunistas nos territórios anteriormente controlados por Wang. Em meados de julho Zhou foi forçado a se esconder.
Pressionado por seus assessores da Comintern, e eles mesmos convencidos de que uma "maré alta revolucionária" havia chegado, os Comunistas decidiram dar início a uma série de revoltas militares. A primeira dessas foi a Revolta de Nanchang. Zhou foi enviado para inspecionar o evento, mas as figuras de destaque parecem ter sido Tan Pingshan e Li Lisan, enquanto as principais figuras militares foram Ye Ting e He Long. Em termos militares, a revolta foi um desastre, com as forças Comunistas sendo dizimadas e dispersadas.
Zhou acabou contraindo malária durante a campanha e foi secretamente enviado para Xangai por Nie Rongzhen e Ye Ting para receber tratamento médico. Após chegar em Hong Kong, Zhou foi disfarçado como um empresário chamado "Li", e foi incumbido aos cuidados dos Comunistas locais. Em um encontro subsequente do Comitê Central, Zhou foi culpado pelo fracasso da campanha de Nanchang e temporariamente rebaixado a ser um membro suplente do Politburo.

## Atividades durante a Guerra Civil Chinesa

### O Sexto Congresso do Partido
Após o fracasso da revolta de Nanchang, Zhou deixou a China e foi para a União Soviética para participar do Sexto Congresso Nacional do Partido Comunista da China em Moscou, entre junho e julho de 1928. O Sexto Congresso precisou acontecer em Moscou por que as condições na China eram consideradas perigosas. O controle do Kuomintang era tão estrito que muitos delegados chineses que participaram do Sexto Congresso foram forçados a viajar sob disfarce: o próprio Zhou viajou disfarçado como um antiquário.
No Sexto Congresso, Zhou proferiu um longo discurso insistindo que as condições na China não eram favoráveis para uma revolução imediata, e que a principal tarefa do Partido Comunista deveria ser desenvolver as condições revolucionárias conquistando o suporte das massas no interior e estabelecendo um regime de soviete no sul da China, similar ao que Mao Zedong e Zhu De estavam estabelecendo na região de Jiangxi. O Congresso, de forma geral, aceitou a avaliação de Zhou como correta. Xiang Zhongfa foi feito Secretário-Geral do Partido, mas logo foi considerado incapaz de cumprir tal papel, então Zhou surgiu como líder de facto do Partido Comunista da China. Zhou tinha apenas trinta anos.
Durante o Sexto Congresso, Zhou foi eleito Diretor do Departamento de Organização do Comitê Central. Seu aliado, Li Lisan, assumiu os trabalhos de propaganda. Zhou finalmente voltou à China, após mais de um ano no exterior, em 1929. No Sexto Congresso em Moscou, Zhou deu números indicando que, por volta de 1928, menos de 32 mil membros de sindicato permaneciam leais aos Comunistas, e que somente dez porcento dos membros do Partido eram proletários. Por volta de 1929, somente três porcento do Partido era de proletários.
No começo de 1930, Zhou começou a discordar da estratégia de Li Lisan de favorecer os camponeses ricos e concentrar forças militares para realizar ataques em centros urbanos. Zhou não rompeu abertamente com essas noções mais ortodoxas, e até tentou implementá-las posteriormente, em 1931, em Jiangxi. Quando o agente soviético Pavel Mif chegou em Xangai para liderar a Comintern na China em dezembro de 1930, Mif criticou a estratégia de Li como sendo um "aventureirismo esquerdista" e criticou Zhou por se comprometer com Li. Zhou "reconheceu" seus erros por se comprometer com Li em janeiro de 1931 e ofereceu-se para renunciar do Politburo, mas foi mantido enquanto outros membros seniores do Partido, como Li Lisan e Qu Qiubai, foram removidos. Como Mao posteriormente reconheceu, Mif entendeu que os serviços de Zhou como líder do partido eram indispensáveis, e que ele cooperaria voluntariamente com quem quer que estivesse detendo o poder.

### Estabelecimento das atividades clandestinas
Após chegar em Xangai em 1929, Zhou começou a trabalhar de forma clandestina, estabelecendo e supervisionando uma rede de células Comunistas independentes. O maior perigo que Zhou enfrentou em seu trabalho clandestino foi a ameaça de ser descoberto pela polícia secreta do Kuomintang que foi estabelecida em 1928 com a missão específica de identificar e eliminar Comunistas. Como forma de não ser descoberto, Zhou e sua esposa mudavam de residência pelo menos uma vez por mês e usavam uma grande variedade de pseudônimos. Zhou frequentemente disfarçava-se como um homem de negócios, às vezes usando uma barba. Zhou teve o cuidado para que somente duas ou três pessoas soubessem do seu paradeiro. Zhou disfarçou todos os escritórios urbanos do Partido, certificando-se que eles nunca compartilhassem os mesmos prédios quando na mesma cidade, e exigiu que todos os membros do Partido usassem códigos para identificar um ao outro. Zhou restringiu todas as suas reuniões para antes das 7hrs da manhã ou depois das 19hrs da noite. Zhou nunca usou transporte público, e evitou ser visto em lugares públicos.
Em novembro de 1928, o Partido Comunista também estabeleceu sua própria agência de inteligência (a "seção de Serviço Especial do Comitê Central", ou "Zhongyang Teke" (chinês: 中央特科), geralmente abreviada como "Teke"), que Zhou posteriormente controlou. Os principais tenentes de Zhou foram Gu Shunzhang, que tinha laços fortes com sociedades secretas chinesas e tornou-se um membro suplente do Politburo, e Xiang Zhongfa. A Teke possuía quatro seções operacionais: uma para proteção e segurança dos membros do Partido; uma para coleta de informações; uma para facilitação de comunicação interna; e uma para conduzir assassinatos, um time que se tornou conhecido como "Esquadrão Vermelho" (红队).
A principal preocupação de Zhou na administração da Teke foi estabelecer uma efetiva rede antiespionagem dentro da polícia secreta do Kuomintang. Dentro de um curto período de tempo, o líder da Teke, Chen Geng, conseguiu plantar uma ampla rede de infiltrados dentro da Seção de Investigação do Departamento de Operações Central em Nanquim, que era o centro da inteligência do Kuomintang. Os três agentes mais sucedidos de Zhou na infiltração da polícia secreta do Kuomintang foram Qian Zhuangfei, Li Kenong, e Hu Di, que Zhou referiu-se como "os três trabalhadores de inteligência mais ilustres do Partido" nos anos 30. Os agentes infiltrados em vários gabinetes do Kuomintang foram posteriormente cruciais na sobrevivência do Partido Comunista, ajudando o Partido a escapar das Campanhas de Cerco de Chiang.

### Resposta do Kuomintang ao trabalho de inteligência de Zhou
No final de abril de 1931, o Assessor Chefe para assuntos de segurança, Gu Shunzhang, foi preso pelo Kuomintang em Wuhan. Gu era um antigo organizador de trabalhadores com fortes conexões com a máfia e uma frágil ligação com o Partido Comunista. Sob ameaça de tortura pesada, Gu deu à polícia secreta do Kuomintang relatórios detalhados das organizações clandestinas do Partido Comunista em Wuhan, levando à prisão e execução de mais de dez líderes seniores dos Comunistas na cidade. Gu ofereceu-se para fornecer o Kuomintang com detalhes das atividades dos Comunistas em Xangai, mas somente se ele pudesse dar a informação diretamente a Chiang Kai-shek.
Um dos agentes de Zhou trabalhando em Nanquim, Qian Zhuangfei, interceptou um telegrama solicitando mais instruções desde Nanquim sobre como proceder, e abandonou seu disfarce para advertir pessoalmente Zhou da repressão iminente. Os dois dias antes de Gu chegar em Nanquim para se encontrar com Chiang deram a Zhou tempo para evacuar os membros do Partido e para mudar os códigos de comunicação usados pela Teke, todos os quais eram conhecidos por Gu. Após encontrar brevemente Chiang, Gu chegou em Xangai e ajudou a polícia secreta do Kuomintang na invasão de escritórios e residências do Partido Comunista, capturando membros que não puderam ser evacuados a tempo. As execuções sumárias desses suspeitos de serem simpáticos aos Comunistas resultou no maior banho de sangue desde o Massacre de Xangai de 1927.
A reação de Zhou à traição de Gu foi extrema. Mais de quinze membros da família de Gu, alguns dos quais trabalharam para a Teke, foram assassinados pelo Esquadrão Vermelho e enterrados em áreas residenciais tranquilas de Xangai. O Esquadrão Vermelho então assassinou Wang Bing, uma liderança da polícia secreta do Kuomintang que era conhecido por andar por Xangai em riquixás, sem a proteção de guarda-costas. A maior parte dos membros sobreviventes do Partido Comunista foram transferidos para a base Comunista em Jiangxi. Como a maioria do pessoal sênior foi exposto por Gu, muitos de seus melhores agentes também foram transferidos. O assistente mais qualificado de Zhou, não ainda sob suspeita, Pan Hannian, tornou-se diretor da Teke.
Na noite anterior à sua saída de Xangai em junho de 1931, Xiang Zhongfa, que era um dos agentes mais experientes de Zhou, decidiu passar a noite em um hotel com sua amante, ignorando os alteras de Zhou sobre o perigo. Na manhã, um informante do Kuomintang que estava seguindo Xiang avistou-o quando ele estava saindo do hotel. Xiang foi imediatamente capturado e preso na Concessão Francesa. Zhou tentou evitar a esperada extradição de Xiang para a China controlada pelo Kuomintang mandando seus agentes subornarem o chefe da polícia na Concessão, mas as autoridades do Kuomintang recorreram diretamente às autoridades da região, assegurando que o chefe da polícia não pudesse intervir. Zhou esperava que Xiang fosse transferido para Nanquim, dando a ele uma oportunidade de sequestrá-lo, mas também não deu em nada. A Concessão Francesa concordou em transferir Xiang para a Sede da Guarnição de Xangai, sob o comando do General Xiong Shihui, que submeteu Xiang à tortura e interrogatório implacáveis. Uma vez convencido de que Xiang havia dado aos torturadores toda a informação que ele requisitou, Chiang Kai-shek ordenou que Xiang fosse executado.
Mais tarde, Zhou conseguiu comprar secretamente uma cópia dos registros do interrogatório de Xiang. Os registros mostraram que Xiang havia divulgado tudo para as autoridades do Kuomintang antes de sua execução, incluindo a localização da residência de Zhou. Mais uma rodada de prisões e execuções se deu após a captura de Xiang, mas Zhou e sua esposa escaparam da captura já que abandonaram seu apartamento na manhã da prisão de Xiang. Após estabelecer um novo Comitê Permanente do Politburo em Xangai, Zhou e sua esposa foram realocados para a base Comunista em Jiangxi perto do fim de 1931. No momento em que Zhou deixou Xangai, ele já era um dos homens mais procurados na China.

### O Soviete de Jiangxi
Após o fracasso das revoltas de Nanchang e da Colheita de Outono de 1927, os Comunistas começaram a focar em estabelecer uma série de bases rurais de operação no sul da China. Mesmo antes de ir para Jiangxi, Zhou envolveu-se nas políticas dessas bases. Mao, afirmando a necessidade de eliminar agentes contrarrevolucionários e anti-Bolcheviques no interior do Partido, dá início a um expurgo ideológico da população do soviete de Jiangxi. Zhou, talvez devido a seu próprio sucesso em plantar infiltrados em vários níveis do Kuomintang, concordou que uma campanha organizada para relevar elementos de subversão era justificada, e apoiou a campanha como líder de facto do Partido Comunista.
Os esforços de Mao logo desenvolveram-se em uma implacável campanha orientada por um sentimento de paranoia e destinada não somente a encontrar espiões dos Nacionalistas, mas qualquer um com uma visão ideológica discordante da de Mao. Suspeitos eram geralmente torturados até que eles confessassem seus crimes e acusassem outros de crimes, e esposas e parentes que eram indagados sobre aqueles que estavam sendo torturados foram presos e torturados ainda mais severamente. A tentativa de Mao de purgar o Exército Vermelho daqueles que potencialmente representavam uma ameaça a ele, levaram-no a acusar Chen Yi, o comandante e comissário político da Região Militar de Jiangxi, de ser contrarrevolucionário, provocando uma violenta reação contra as perseguições de Mao que ficaram conhecidas como o "Incidente de Futian" de janeiro de 1931. Mao acabou tendo sucesso em subjugar o Exército Vermelho, reduzindo seu número de quarenta mil para dez mil combatentes. A campanha continuou durante 1930 e 1931. Historiadores estimam que o número total de mortes durante a campanha de perseguição de Mao em todas as áreas base é de aproximadamente cem mil.
A campanha toda ocorreu enquanto Zhou ainda estava em Xangai. Embora apoiasse a eliminação de contrarrevolucionários, Zhou ativamente suprimiu a campanha quando chegou em Jiangxi em dezembro de 1931, criticando os "excessos, o pânico, e a simplificação excessiva" dos fatos praticada pelos oficiais locais. Após investigar aqueles que foram acusados de anti-Bolchevismo, e aqueles que os perseguiam, Zhou emitiu um relatório criticando a campanha por focar na perseguição restrita de anti-Maoistas como sendo anti-Bolchevistas, exagerando a ameaça para o Partido e condenando o uso de tortura como uma técnica de investigação. A resolução de Zhou passou e foi adotada em 7 de janeiro de 1932, e a campanha gradualmente diminuiu.
Zhou mudou-se para a área base de Jiangxi e sacudiu a abordagem orientada à propaganda para a revolução exigindo que as forças armadas sob controle Comunista realmente fossem usadas para expandir a base, ao invés de somente controlá-la e defendê-la. Em dezembro de 1931, Zhou substituiu Mao Zedong como Secretário do Primeiro Exército de Frente com Xiang Ying, e fez de si comissário político do Exército Vermelho, no lugar de Mao. Liu Bocheng, Lin Biao e Peng Dehuai criticaram todos as táticas de Mao na Conferência de Outubro de 1932 de Ningdu. Após mudar para Jiangxi, Zhou se encontrou com Mao pela primeira vez desde 1927, e começou sua longa relação com Mao como seu superior. Na conferência de Ningdu, Mao foi rebaixado de ser uma figura de liderança no governo do Soviete. Zhou, que passou a apreciar as estratégias de Mao após uma série de fracassos militares liderados por outros líderes do Partido desde 1927, defendeu Mao, mas não obteve sucesso. Após alcançar poder, Mao posteriormente expurgou ou rebaixou aqueles que se opuseram a ele em 1932, mas lembrou-se da defesa que Zhou dez de suas políticas.

### As Campanhas de Cerco de Chiang
No início de 1933, Bo Gu chegou com Otto Braun, assessor alemão da Comintern, e assumiu o controle das tarefas do partido. Durante esse período, Zhou, aparentemente com forte apoio do Partido e de colegas militares, reorganizou e uniformizou o Exército Vermelho. Sob o comando de Zhou, Bo e Braun, o Exército Vermelho derrotou quatro ataques das tropas Nacionalistas de Chiang Kai-shek. A estrutura militar que levou os Comunistas à vitória foi:
| Líderes                    | Designação da Unidade |
| -------------------------- | --------------------- |
| Lin Biao, Nie Rongzhen     | 1º Corpo              |
| Peng Dehuai, Yang Shangkun | 3º Corpo              |
| Xiao Jinguang              | 7º Corpo              |
| Xiao Ke                    | 8º Corpo              |
| Luo Binghui                | 9º Corpo              |
| Fang Zhimin                | 10º Corpo             |

A quinta campanha de Chiang, iniciada em setembro de 1933, foi muito mais difícil de conter. O novo uso de Chiang das "táticas de blocausse" e um número maior de tropas permitiram que o exército avançasse firmemente em território Comunista, obtendo sucesso na conquista de vários redutos importantes dos Comunistas. Bo Gu e Otto Braun adotaram táticas ortodoxas para responder Chiang, e Zhou, embora pessoalmente se opusesse a elas, foi responsável por dirigi-las. Após a derrota subsequente, ele e outros líderes militares foram responsabilizados.
Embora a abordagem militar cautelosa de Zhou tenha sido desacreditada pelos mais linhas-duras, ele foi mais uma vez nomeado para a posição de vice-presidente da Comissão Militar. Zhou foi aceito como líder principalmente por causa de sua habilidade organizacional e devoção ao trabalho, e também por nunca ter demonstrado a ambição de perseguir o poder absoluto dentro do Partido. Dentro de meses, a continuidade das táticas ortodoxas de Bo e Braun levou a uma derrota séria para o Exército Vermelho, e forçou os líderes do Partido Comunista a considerar seriamente abandonar suas bases em Jiangxi.

### A Longa Marcha
Após anunciar a decisão de abandonar Jiangxi, Zhou foi encarregado de organizar e supervisionar a logística da retirada dos Comunistas. Planejando tudo em segredo absoluto e esperando até o último momento para informar até mesmo líderes seniores a respeito dos movimentos do grupo, o objetivo de Zhou era romper o cerco inimigo com o mínimo de baixas possível, e antes que as forças de Chiang fossem hábeis a completar a ocupação das bases Comunistas. Não é conhecido qual critério foi usado para determinar quem ficaria e quem deveria ir, mas 16 mil tropas e alguns dos mais notáveis comandantes Comunistas daquele tempo (incluindo Xiang Ying, Chen Yi, Tan Zhenlin e Qu Qiubai) foram deixados para formar uma retaguarda para desviar as forças das tropas Nacionalistas de notar a retirada dos Comunistas.
A retirada de 84 mil soldados e civis começou no início de outubro de 1934. Os agentes de inteligência de Zhou foram bem-sucedidos em identificar uma larga seção das linhas de blocausse de Chiang que eram mantidas por tropas do General Chen Jitang, um senhor de guerra de Cantão que Zhou identificou como sendo favorável a preservar a força de suas tropas ao invés de entrar em combate. Zhou mandou Pan Hannian para negociar uma passagem segura com Chen, que posteriormente permitiu que o Exército Vermelho passasse sem qualquer conflito pelo território que ele controlava.
Após passar por três das quatro fortificações necessárias para escapar dos cercos de Chiang, o Exército Vermelho foi finalmente interceptado por tropas Nacionalistas, sofrendo altas perdas. Dos 86 mil Comunistas que tentaram sair de Jiangxi, somente 36 mil escaparam com sucesso. Essa perda foi responsável por desmoralizar alguns líderes Comunistas (particularmente Bo Gu e Otto Braun), mas Zhou permaneceu calmo e manteve seu comando.
Durante a subsequente Longa Marcha dos Comunistas, houve diversas disputas no alto nível pela direção que os Comunistas deveriam tomar, assim como sobre as causas das derrotas do Exército Vermelho. Após as lutas de poder que se seguiram Zhou consistentemente apoiou Mao Zedong contra os interesses de Bo Gu e Otto Braun. Bo e Braun foram posteriormente considerados culpados pelas derrotas do Exército Vermelho, e foram eventualmente removidos de suas posições de liderança. Os Comunistas eventualmente conseguiram restabelecer uma base no norte de Shaanxi em 20 de outubro de 1935, chegando com somente 8 000–9 000 membros remanescente.
A posição de Zhou no Partido Comunista mudou diversas vezes durante a Longa Marcha. Por volta do começo dos anos 1930, Zhou era reconhecido como o líder de facto do partido, e exerceu influência superior sobre outros membros mesmo quando dividia o poder com Bo e Braun. Nos meses após a Conferência de Zunyi de 1935, onde Bo e Braun foram removidos de suas posições sênior, Zhou manteve sua posição principalmente porque ele demonstrou vontade de mostras responsabilidade, já que suas táticas em derrotar a Quarta Campanha de Cerco de Chiang foram reconhecidas como bem sucedidas, e porque apoiou Mao Zedong, qua estava ganhando influência dentro do Partido: após a Conferência de Zunyi, Mao passou a ser assistente de Zhou. Após os Comunistas chegarem a Shaanxi e completarem a Longa Marcha, Mao oficialmente assumiu a posição de liderança de Zhou, enquanto Zhou assumiu uma posição secundária como vice-presidente. Mao e Zhou mantiveram suas posições no Partido Comunistas da China até suas mortes de 1976.

### O Incidente de Xian

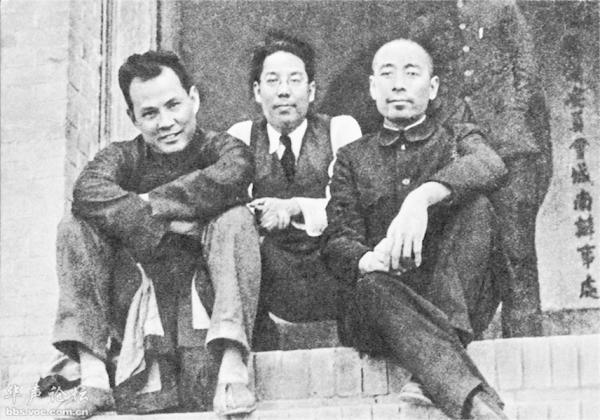
Zhou com o general Comunista Ye Jianying (esquerda) e o oficial do Kuomintang Zhang Zhong (centro) em Xian em 1937, ilustrando a aliança entre os dois partidos que foi resultado do Incidente de Xian

Durante o sétimo congresso da Internacional Comunista, realizado em agosto de 1936, Wang Ming emitiu um manifesto antifascista, indicando que a política anterior do Partido Comunista da China de "opor-se a Chiang Kai-shek e resistir ao Japão" seria substituída por uma política de "unir-se a Chiang Kai-shek para resistir ao Japão". Zhou foi instrumental em levar adiante essa política. Zhou fez contato com um dos comandantes mais veteranos do Kuomintang no noroeste, Zhang Xueliang. Por volta de 1935, Zhang era bastante conhecido por seus sentimentos antijaponeses e sua dúvidas em relação à vontade de Chiang em se opor aos japoneses. A disposição de Zhang o fez facilmente influenciado pelas indicações de Zhou de que o partido Comunista iria cooperar na luta contra os japoneses.
Zhou estabeleceu um "comitê de trabalho do nordeste" para o propósito de promover a cooperação com Zhang. O comitê trabalhou para persuadir a Exército do Nordeste de Zhang a unir-se com o Exército Vermelho para lutar contra o Japão e retomar a Manchúria. O comitê também criou novos slogans patrióticos, incluindo o "chinês não deve lutar contra chinês", para promover os objetivos de Zhou. Usando sua rede de contatos secretos, Zhou marcou uma reunião com Zhang em Yan'an, então controlada pelo "Exército do Nordeste" de Zhang.
A primeira reunião entre Zhou e Zhang ocorreu dentro de uma igreja em 7 de abril de 1936. Zhang mostrou grande interesse em encerrar a guerra civil, unir o país, e lutar contra os japoneses, mas alertou que Chiang estava firmemente no controle do governo nacional, e que esses objetivos seriam difíceis de perseguir sem a cooperação de Chiang. Os dois partidos terminaram sua reunião com um acordo para encontrar uma forma de trabalhar secretamente em conjunto. No mesmo tempo que Zhou estava estabelecendo contatos secretos com Zhang, as suspeitas de Chiang em relação a Zhang cresciam, e ele ficava cada vez mais insatisfeito com a inação de Zhang contra os Comunistas. Como forma de enganar Chiang, Zhou e Zhang implantaram unidades militarem simuladas como forma de dar a impressão de que o Exército do Nordeste e o Exército Vermelho estavam engajados em batalha.
Em dezembro de 1936, Chiang Kai-shek voou para a base dos Nacionalistas em Xian como forma de testar a lealdade das forças militares locais do Kuomintang sob o Marechal Zhang Xueliang, e para pessoalmente liderar essas forças em um ataque final nas bases Comunistas em Xianxim, que Zhang recebeu ordens de destruir. Determinado a forçar Chiang a dirigir as forças da China contra os japoneses (que haviam tomado o território de Zhang na Manchúria e estavam preparando uma invasão das fronteiras), em 12 de dezembro, Zhang e seus seguidores invadiram a base de Chiang, mataram a maioria de seus guarda-costas, e prenderam o Generalíssimo no que ficou conhecido como o Incidente de Xian.
As reações ao sequestro de Chiang em Yan'an foram diversas. Alguns, incluindo Mao Zedong e Zhu De, viam como uma oportunidade de assassinar Chiang. Outros, incluindo Zhou Enlai e Zhang Wentian, viram como uma oportunidade de obter uma política de frente unida contra os japoneses, o que fortaleceria a posição geral do Partido Comunista. O debate em Yan'an acabou com a chegada de um longo telegrama de Josef Stalin, estimulando o Partido Comunista a trabalhar pela libertação de Chiang, explicando que uma frente unida seria a melhor posição para resistir aos japoneses, e que somente Chiang possuía o prestígio e a autoridade necessárias para levar adiante tal plano.
Após comunicações iniciais com Zhang em relação ao destino de Chiang, Zhou Enlai chegou em Xian em 16 de dezembro, em um avião especificamente enviado para ele por Zhang Xueliang, como negociador Comunista chefe. A principio, Chiang se opôs a negociar com um representante do Partido Comunista, mas abandonou sua oposição quando ficou claro que sua vida e liberdade estavam largamente dependentes da boa vontade dos Comunistas em relação a ele. Em 24 de dezembro, Chiang recebeu Zhou para uma reunião, a primeira vez que os dois viram um ao outro desde que Zhou deixou a Academia Whampoa dez anos antes. Zhou deu início à conversa dizendo: "Nesses dez anos desde que nos encontramos, você parece ter envelhecido muito pouco." Chiang acenou e disse: "Enlai, você é meu subordinado. Deve fazer o que eu dizer." Zhou respondeu que se Chiang interrompesse a guerra civil e resistisse aos japoneses, o Exército Vermelho aceitaria de bom grado o comando de Chiang. Ao fim do encontro, Chiang prometeu encerrar a guerra civil, resistir conjuntamente aos japoneses, e convidar Zhou para Nanquim para futuras conversas.
Em 25 de dezembro de 1936, Zhang libertou Chiang e o acompanhou a Nanquim. Posteriormente, Zhang foi submetido à corte marcial e sentenciado à prisão domiciliar, e muito dos oficiais que participaram no incidente de Xian foram executados. Embora os Nacionalistas formalmente tenham rejeitado a colaboração com os Comunistas, Chiang encerrou as atividades militares ativas contra as bases Comunistas em Yan'an, implicando que ele implicitamente deu sua palavra para mudar a direção das políticas do Kuomintang. Após o fim dos ataques do Kuomintang, o Partido Comunista estava apto a consolidar seus territórios e preparar a resistência frente ao Japão.
Após chegarem as notícias de que Zhang havia sido traído e preso por Chiang, o antigo corpo de oficiais de Zhang ficou muito agitado, e alguns deles assassinaram um general Nacionalista, Wang Yizhe, que era visto como o principal responsável pela falta de resposta dos militares. Enquanto Zhou ainda estava Xi'an, ele foi cercado em seu escritório por um número de oficiais de Zhang, que acusaram os Comunistas de instigar o incidente de Xian e de trair Zhang convencendo o general a viajar para Nanquim. À mão armada, eles ameaçaram matar Zhou. Sempre diplomata, Zhou manteve sua compostura e eloquentemente defendeu sua posição. No fim, Zhou foi bem-sucedido em acalmar os oficiais, e eles partiram deixando-o ileso.
Em uma série de negociações com o Kuomintang que durou até o fim de junho de 1937 (quando o Incidente da Ponte Marco Polo ocorreu), Zhou tentou obter a libertação de Zhang, mas falhou.

## Atividades durante a Segunda Guerra Mundial

### Propaganda e inteligência em Wuhan
Quando a capital de Nanquim foi tomada pelos japoneses em 13 de dezembro de 1937, Zhou acompanhou o governo Nacionalista em direção à sua capital temporária em Wuhan. Como chefe representativo do Partido Comunista no acordo de cooperação Nacionalistas-Comunistas, Zhou estabeleceu e liderou o departamento oficial de relação entre os dois partidos. Nesse período, Zhou estabeleceu o Birô Yangtze do Comitê Central. Tendo sua associação com o Oitavo Exército de Rota oculta, Zhou usou o Birô Yangtze para conduzir operações clandestinas no sul da China, secretamente recrutando agentes Comunistas e estabelecendo as estruturas do Partido por todas as áreas controladas pelo Kuomintang.
Em agosto de 1937, o Partido Comunista secretamente emitiu ordens para Zhou apontando que seu trabalho na frente unida deveria ter como foco promover a infiltração e organização Comunista em todos os níveis do governo e da sociedade. Zhou concordou com essas ordens, e aplicou seus consideráveis talentos organizacionais para pô-las em prática. Pouco após a chegada de Zhou em Wuhan, ele convenceu o governo Nacionalista a aprovar e financiar um jornal comunista, o "Xinhua ribao" ("Novo Diário da China"), justificando que o jornal seria uma ferramenta para promover a propaganda antijaponesa. Esse jornal passou a ser uma ferramenta importante para espalhar propaganda comunista, e os Nacionalistas posteriormente viram sua aprovação e financiamento como sendo um de seus "maiores erros".
Zhou obteve sucesso em organizar grandes números de intelectuais e artistas chineses para promover a resistência contra os japoneses. O maior evento de propaganda que Zhou arquitetou foi uma celebração de uma semana em 1938, após o sucesso da defesa de Taierzhuang. Nesse evento, entre 400 e 500 mil pessoas participaram das paradas, e um coro de mais de 10 mil pessoas cantaram canções de resistência. Os esforços de arrecadação durante a semana conseguiram juntar mais de um milhão de yuan. O próprio Zhou doou 240 yuan, seu salário mensal como vice-diretor do Departamento Político.
Enquanto trabalhava em Wuhan, Zhou foi o principal contato do Partido Comunista com o mundo externo, e trabalhou arduamente para reverter a percepção pública em relação aos Comunistas como sendo uma "organização de bandidos". Zhou estabeleceu e manteve contatos com mais de quarenta jornalistas e escritores estrangeiros, incluindo Edgar Snow, Agnes Smedley, Anna Louise Strong e Rewi Alley, muitos dos quais passaram a ser simpáticos à causa comunista e escreveram sobre isso em publicações estrangeiras. Em concordância aos seus esforços para promover o Partido Comunista da China ao mundo exterior, Zhou possibilitou que uma equipe médica canadense, liderada por Norman Bethune, viajasse para Yan'an, e também que o diretor holandês Joris Ivens produzisse um documentário, "400 Million People".
Zhou não obteve sucesso em evitar a deserção pública de Zhang Guotao, um dos fundadores do Partido Comunista, para o Kuomintang. Zhang estava preparado para desertar devido a um desentendimento de Zhang com Mao Zedong em relação à implementação da política de frente unida, e porque ele representava o estilo de liderança autoritário de Mao. Zhou, com o apoio de Wang Ming, Bo Gu e Li Kenong, interceptou Zhang após ele chegar em Wuhan, e engajou em extensas negociações durante o mês de abril de 1938, como forma de convencer Zhang a não desertar, mas tais negociações não obtiveram sucesso. No fim, Zhang recusou o compromisso e colocou a si próprio sob proteção da polícia secreta dos Nacionalistas. Em 18 de abril, o Comitê Central do Partido Comunista expulsou Zhang do partido, e Zhang emitiu uma declaração acusando os Comunistas de sabotarem os esforços para resistir ao Japão. O episódio completo foi um sério revés nos esforços de Zhou para melhorar o prestígio do Partido.

### Estratégia militar em Wuhan
Em janeiro de 1938, o governo nacionalista nomeou Zhou como vice-diretor do Departamento Político do Comitê Militar, trabalhando diretamente sob o general Chen Cheng. Possuindo o nível de tenente-general, Zhou foi o único comunista a possuir uma posição de alto nível dentro do governo nacionalista. Zhou usou sua influência dentro do Comitê Militar para promover generais Nacionalistas que ele acreditava serem capazes, e também para promover cooperação com o Exército Vermelho.
Na campanha de Taierzhuang, Zhou usou sua influência para garantir que o general nacionalista mais capaz disponível, Li Zongren, fosse nomeado comandante geral, apesar das reservas de Chiang em relação à lealdade de Li. Quando Chiang estava hesitante para enviar tropas para defender Taierzhuang, Zhou o convenceu a fazê-lo ao prometer que o Oitavo Exército de Rota iriam simultaneamente atacar os japoneses pelo Norte, e que o Novo Quarto Exército iriam sabotar a ferrovia Tianjin-Pukou, cortando os suprimentos dos japoneses. Ao final, a defesa de Taierzhuang foi uma grande vitória para os Nacionalistas, matando 20 mil soldados japoneses e capturando um grande número de suprimentos e equipamento.

### Adoção de órfãos

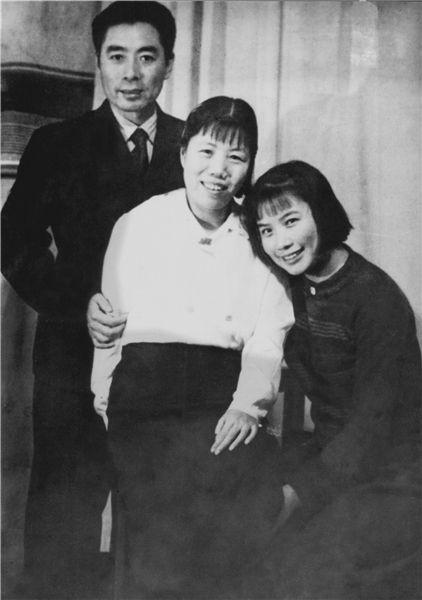
Zhou (esquerda) com sua esposa Deng Yingchao (centro) e Sun Weishi

Enquanto servia como embaixador do Partido Comunista no Kuomintang, Zhou conheceu e teve amizade com diversos órfãos. Em 1937, enquanto estava em Wuhan, Zhou adotou uma jovem garota, Sun Weishi. A mãe de Sun havia a levado para Wuhan após o pai da garota ser executado pelos nacionalistas em 1927, durante o Terror Branco. Zhou encontrou a garota, então com dezesseis anos, chorando do lado de fora do Escritório de Ligação do Oitavo Exército de Rota por ter sua solicitação para viajar para Yanan recusada, devido à sua juventude e falta de conexões políticas. Após Zhou tornar-se amigo e adotá-la como sua filha, Sun esteve apta a viajar para Yanan. Ela perseguiu uma carreira na atuação e direção, e posteriormente passou a ser a primeira diretora de um drama falado (huaju) na China socialista.
Zhou também adotou o irmão de Sun, Sun Yang. Após acompanhar Zhou para Yanan, Sun Yang passou a ser o assistente pessoal de Zhou. Após a fundação da República Popular da China, Sun Yang tornou-se o presidente da Universidade do Povo.
Em 1938, Zhou conhece e fica amigo de outro órfão, Li Peng. Li tinha somente três anos quando seu pai foi assassinado pelo Kuomintang, em 1931. Zhou posteriormente cuidou dele em Yanan. Após a guerra, Zhou sistematicamente o preparou para a liderança e o mandou para ser educado em engenharia de energia em Moscou. O fato de Zhou ter colocado Li dentro da burocracia de energia acabou pro protegê-lo da Guarda Vermelha durante a Revolução Cultural, e o eventual crescimento de Li em direção ao posto de primeiro-ministro não surpreendeu ninguém.

### Fuga para Xunquim
Quando o Exército japonês se aproximou de Wuhan no outono de 1938, o Exército Nacional Revolucionário Chinês confrontou os japoneses nos arredores da região por mais de quatro meses, permitindo que o Kuomintang recuasse para o interior, para Xunquim, levando consigo importantes suprimentos, bens e muitos refugiados. Enquanto estava a caminho de Xunquim, Zhou quase foi morto pelo "fogo de Changsha", que durou três dias, destruiu dois terços da cidade, matou vinte mil civis e deixou centenas de milhares desabrigados. O fogo foi deliberadamente causado Exército Nacionalista em retirada como forma de evitar que a cidade fosse ocupada pelas forças japonesas. Devido a um erro na organização, o fogo foi iniciado sem que houvesse qualquer tipo de aviso aos residentes da cidade.
Após escapar de Changsha, Zhou refugiou-se em um templo budista em uma vila próxima e organizou a evacuação da cidade. Zhou pediu que as causas do fogo fossem minuciosamente investigadas pelas autoridades, que os responsáveis fossem punidos, que reparações fossem dadas às vítimas, que a cidade fosse limpa e que fossem fornecidas acomodações aos desabrigados. Os Nacionalistas culparam três comandantes locais pelo incêndio e os executaram. Jornais por toda a China culparam os causadores do incêndio (que não eram membros do Kuomintang), mas o evento contribuiu para uma perda de apoio nacional aos nacionalistas.

### Primeiras atividades em Xunquim
Zhou Enlai chegou em Xunquim em dezembro de 1938 e retomou as operações oficiais e não oficiais que estava conduzindo em Wuhan em janeiro de 1938. As atividades de Zhou incluíam as exigidas por suas posições formais no governo nacionalista, por seu trabalho de administração de dois jornais pró-comunistas e por seus esforços secretos em formar redes confiáveis de inteligência e aumentar a popularidade e organização das organizações do Partido Comunista no sul da China. Em seu auge, a equipe que trabalhava em suas funções oficiais e secretas totalizava centenas de pessoas. Após descobrir que seu pai, Zhou Shaogang, não estava conseguindo se sustentar, Zhou cuidou dele em Xunquim até sua morte em 1942.
Logo após chegar em Xunquim, Zhou pressionou com êxito o governo nacionalista a libertar prisioneiros políticos comunistas. Após sua libertação, Zhou frequentemente designava esses então prisioneiros como agentes para organizar e liderar organizações do Partido no sul da China. Os esforços das atividades secretas de Zhou foram extremamente bem-sucedidos, aumentando em dez vezes a adesão ao Partido Comunista no sul da China em poucos meses. Chiang estava um pouco consciente dessas atividades e apresentou esforços para suprimi-las, mas em geral não teve êxito.

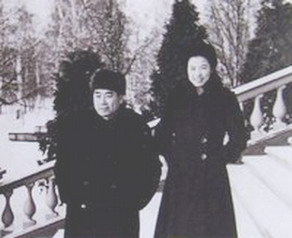
Zhou Enlai e Sun Weishi em Moscou em 1939

Em julho de 1939, enquanto estava em Yan'an para participar de uma série de reuniões do Politburo, Zhou sofreu um acidente a cavalo no qual caiu e fraturou o cotovelo direito. Como havia pouco atendimento médico disponível em Yan'an, Zhou viajou para Moscou, aproveitando a ocasião para informar a Comintern sobre a situação da frente unida. Zhou chegou a Moscou tarde demais para consertar a fratura e seu braço direito permaneceu dobrado pelo resto da vida. Joseph Stalin ficou tão descontente com a recusa do Partido Comunista da China em trabalhar mais de perto com os nacionalistas que se recusou a ver Zhou durante sua estadia. A filha adotiva de Zhou, Sun Weishi, acompanhou Zhou durante essa viagem a Moscou. Ela permaneceu em Moscou depois que Zhou partiu para estudar e seguir carreira no teatro.

### Trabalho de inteligência em Xunquim
Em 4 de maio de 1939, o Politburo aceitou a avaliação de Zhou de que ele deveria concentrar seus esforços em criar uma rede de agentes comunistas que trabalhassem em segredo e por longos períodos. Os comunistas foram instruídos a trabalhar com o Kuomintang já que isso aumentaria a capacidade dos agentes em infiltrar-se nas estruturas administrativas, educacionais, econômicas e militares dos nacionalistas. Sob a proteção do Gabinete do Oitavo Exército de Rota (que havia sido transferido para um edifício imponente nos arredores de Xunquim), Zhou adotou uma série de medidas que visavam expandir a rede de inteligência do Partido Comunista.
Durante o tempo em que Zhou esteve em Xunquim, um sério racha aconteceu entre o Partido Nacionalista e o Partido Comunista. Ao longo do próximo ano, a relação entre os dois partidos degenerou até levar a uma série de prisões e execuções de seus membros, tentativas de eliminar os agentes um do outro, esforços de propaganda para atacar um ao outro e grandes conflitos militares. A frente unida havia sido abolida oficialmente após o Incidente de Anhui em janeiro de 1941, quando 9 mil soldados comunistas do Novo Quarto Exército foram emboscados e seus comandantes mortos ou aprisionados por tropas do governo.
Zhou respondeu ao racha entre os dois partidos dirigindo os líderes comunistas a conduzir operações com maior discrição.  Ele manteve os esforços de propaganda através dos jornais que dirigia e manteve um contato próximo com jornalistas e embaixadores estrangeiros. Zhou aumentou e aprimorou os esforços de inteligência do Partido Comunista dentro do Kuomintang, governo de Nanquim de Wang Jingwei e do Império do Japão, recrutando, treinando e organizando uma ampla rede de espiões comunistas. Yao Baohang, um membro secreto do partido bastante ativo nos círculos diplomáticos de Xunquim, informou Zhou que Adolf Hitler planejava atacar a União Soviética em 22 de junho de 1941. Com a assinatura de Zhou, essa informação chegou a Stalin em 20 de junho, dois dias antes de Stalin atacar.

### Atividades econômicas e diplomáticas
Apesar do agravamento das relações com Chiang Kai-shek, Zhou operou abertamente em Xunquim, fazendo amizade visitantes chineses e estrangeiros e realizando atividades culturais públicas, especialmente de Teatro Chinês. Zhou cultivou uma amizade próxima com o General Feng Yuxiang, o que permitiu que circulasse livremente entre os oficiais do Exército Nacionalista. Também fez amizade com o General He Jifeng, e o convenceu a secretamente integrar o Partido Comunista da China durante uma visita oficial a Yan'an. Os agentes de inteligência de Zhou penetraram o exército de Sichuan do General Deng Xihou, o que levou a um acordo secreto de Deng para fornecer munição ao Novo Quarto Exército. Zhou convenceu outro general de Sichuan, Li Wenhui, a instalar secretamente um transmissor de rádio que facilitou a comunicação secreta entre Yan'an e Xunquim. Zhou também ficou próximo de Zhang Zhizhong e Nong Yun, comandantes nas forças armadas de Yunnan que passaram a ser membros secretos do Partido Comunista, concordaram em cooperar com os comunistas contra Chiang Kai-shek e estabeleceram uma estação de rádio clandestina que transmitia propaganda comunista a partir do prédio do governo provincial em Kunming.
Zhou seguiu como o representante primário do Partido Comunista da China para o mundo exterior durante seu tempo em Xunquim. Zhou e seus assessores Qiao Guanhua, Gong Peng e Wang Bingnan gostavam de receber visitantes estrangeiros e causaram uma boa impressão em americanos, britânicos, canadenses, russos e outros diplomatas do exterior. Zhou era visto pelos visitantes como sendo alguém charmoso, urbano, que trabalhava duro e vivia um estilo de vida bastante simples. Em 1941, Zhou recebeu uma visita de Ernest Hemingway e sua esposa, Martha Gellhorn. Gellhorn posteriormente escreveu que ela e Ernest ficaram extremamente impressionados com Zhou (e nada impressionados com Chiang), e que ficaram convencidos de que os comunistas iriam tomar o controle da China após encontrá-lo.
Como Yan'an era incapaz de financiar as atividades de Zhou, ele parcialmente financiou suas operações por meio de doações de simpatizantes estrangeiros, chineses do exterior e da Liga de Defesa da China (apoiada pela esposa de Sun Yat-sen, Soong Ching-ling). Zhou também se comprometeu a iniciar e administrar uma série de negócios em toda a China controlada pelo Kuomintang e pelos japoneses. Os negócios de Zhou chegaram a incluir companhias de comércio que operavam em diversas cidades chinesas (principalmente Xunquim e Hong Kong), uma loja de seda e cetim em Xunquim, uma refinaria de petróleo e fábricas de produção de materiais industriais, roupas, medicina ocidental e outros commodities.
Sob Zhou, os empresários comunistas obtiveram grandes lucros no mercado financeiro e na especulação de mercadorias, ganhando especialmente em dólares americanos e ouro. O negócio mais lucrativo de Zhou foi gerado por diversas plantações de ópio que Zhou estabeleceu em áreas remotas. Embora o Partido Comunista tenha se engajado em erradicar o consumo de ópio desde sua fundação, Zhou justificou a produção e distribuição da droga nas áreas controladas pelos nacionalistas devido aos grandes lucros que isso traria ao Partido Comunista e pelos efeitos debilitantes que seu consumo causaria nos soldados e oficiais de governo do Kuomintang.

### Relacionamento com Mao Zedong
In 1943, o relacionamento de Zhou com Chiang Kai-shek deteriorou e ele retornou permanentemente para Yan'an. Nesse período, Mao Zedong havia emergido como Presidente do Partido Comunista da China e estava buscando tornar suas teorias políticas (literalmente "Pensamento Mao Zedong") aceitas como a linha oficial do partido. Após sua ascensão ao poder, Mao organizou uma campanha para doutrinar os membros do Partido Comunista. Essa campanha viria a ser a fundação do culto à personalidade de Mao que dominaria a política chinesa até o fim da Revolução Cultural.
Após voltar para Yan'an, Zhou Enlai foi duramente e excessivamente criticado na campanha. Zhou foi categorizado, junto com os generais Peng Dehuai, Liu Bocheng, Ye Jianying, e Nie Rongzhen, como um "empirista" por conta de seu histórico de cooperação com a Comintern e com o inimigo de Mao, Wang Ming. Mao publicamente atacou Zhou como "um colaborador e assistente do dogmatismo... que menosprezou o estudo do Marxismo-Leninismo". Mao e seus aliados passaram a argumentar então que as organizações do Partido Comunista que Zhou estabeleceu no sul da China eram na verdade controladas por agentes secretos do Kuomintang, uma acusação que Zhou firmemente negou e que só cessou após Mao convencer-se da subserviência Zhou no período final da campanha.
Zhou se defendeu participando de uma longa série de reflexões e autocrítica publica, além de fazer uma série de discursos exaltando Mao e o Pensamento Mao Zedong e aceitando de forma incondicional a liderança de Mao. Ele também se juntou aos aliados de Mao no ataque a Peng Shuzhi, Chen Duxiu e Wang Ming, que Mao via como inimigos. A perseguição de Zhou Enlai angustiou Moscou, e Georgi Dimitrov escreveu uma carta pessoal a Mao indicando que "Zhou Enlai... não deve ser desligado do Partido."  Por fim, o entusiasmo de Zhou em reconhecer suas próprias falhas, sua exaltação à liderança de Mao e seus ataques aos inimigos de Mao eventualmente convenceram Mao que a conversão de Zhou ao maoísmo era genuína, uma precondição para a sobrevivência política de Zhou. Por volta do 7º Congresso do Partido em 1945, Mao foi reconhecido como a liderança suprema do Partido Comunista e o dogma do Pensamento Mao Zedong foi firmemente enraizado na liderança do Partido.

## Esforços diplomáticos com os Estados Unidos

### A missão Dixie
Conforme os Estados Unidos começaram a planejar a invasão do Japão, que naquele ponto eles assumiam que seria realizada a partir da China, líderes políticos e militares americanos começaram a ficar ansiosos para fazer contato com os comunistas. Em junho de 1944, Chiang Kai-shek relutantemente concordou em permitir que um grupo de observação militar americano, conhecido como a "Missão Dixie", viajasse para Yan'an. Mao e Zhou receberam a missão e tiveram diversas conversas com o interesse de obter apoio americano. Eles prometeram apoiar qualquer ação futura dos militares americanos contra os japoneses na China, e tentaram convencer os americanos de que o Partido Comunista estava comprometido a formar um governo formado pela união Kuomintang-Comunista. Em um gesto de boa vontade, unidades guerrilheiras comunistas foram instruídas a resgatar aviadores americanos abatidos. Quando os americanos deixaram Yan'an, muitos estavam convencidos de que o Partido Comunista da China era "um partido buscando o crescimento de uma ordem democrática em direção do socialismo", e a missão formalmente sugeriu uma maior cooperação entre o Partido Comunista e os militares americanos.

### 1944–1945
Em 1944, Zhou escreveu ao General Joseph Stilwell, comandante americano da guerra na região da China, Burma e Índia, buscando convencê-lo da necessidade de os americanos suprir os comunistas e do desejo dos comunistas de estabelecer um governo chinês unificado no pós-guerra. O desencanto aberto de Stilwell com o governo nacionalista em geral, e com Chiang Kai-shek especificamente, motivou o Presidente Franklin D. Roosevelt a removê-lo no mesmo ano, antes que a diplomacia de Zhou pudesse ter efeito. O substituto de Stilwell, Patrick J. Hurley, foi receptivo aos apelos de Zhou, mas recusou em alinhar os militares americanos com o Partido Comunista, a menos que o partido fizesse concessões ao Kuomintang, o que Mao e Zhou consideraram inaceitável. Logo após a rendição do Japão em 1945, Chiang convidou Mao e Zhou para Xunquim para participar de uma conferência de paz endossada pelos EUA.

### As negociações de Xunquim
Houve uma apreensão generalizada em Yan'an de que o convite de Chiang era uma armadilha, e que os os Nacionalistas estavam planejando assassinar ou aprisionar Mao. Zhou assumiu o controle dos detalhes da segurança de Mao, e suas inspeções do avião e do alojamento não encontraram nada suspeito. Ao longo da viagem para Xunquim, Mao se recusou a entrar em suas acomodações até que elas fossem pessoalmente inspecionadas por Zhou. Mao e Zhou foram juntos para as recepções, banquetes e outros encontros públicos, e Zhou o apresentou a diversas celebridades locais e estadistas que ele conhecer durante sua permanência anterior em Xunquim.
Durante os quarente e três dias de negociações, Mao e Chiang se encontraram onze vezes para discutir as condições da China pós-guerra, enquanto Zhou trabalhou na confirmação dos detalhes das negociações. No fim, as negociações não resultaram em nada. A oferta de Zhou para retirar o Exército Vermelho do sul da China foi ignorada, e o ultimato de P.J. Hurley para incorporar o Partido Comunista da China ao Kuomintang insultou Mao. Após Mao voltar para Yan'an em 10 de outubro de 1945, Zhou ficou para trás para resolver os detalhes da conferência da resolução. Zhou voltou para Yan'an em 27 de novembro de 1945, quando as grandes diferenças entre os Comunistas e os Nacionalistas fizeram com que negociações futuras fossem infrutíferas. O próprio Hurley subsequentemente anunciou sua resignação, acusando membros da embaixada dos EUA de prejudicá-lo em favor dos Comunistas.

### As negociações de Marshall
Após Harry S. Truman ser nomeado Presidente dos Estados Unidos, ele nomeou o General George C. Marshall como seu enviado especial à China em 15 de dezembro de 1945. Marshall foi encarregado de estabelecer um cessar-fogo entre o Partido Comunista e o Kuomintang, e de influenciar tanto Mao como Chiang a respeitar o acordo de Chongqing, o qual ambos assinaram. A liderança superior dentro do Partido Comunista, incluindo Zhou, viu a nomeação de Marshall como um desenvolvimento positivo, e esperava que Marshall seria um negociador mais flexível do que Hurley havia sido. Zhou chegou em Chongqing para negociar com Marshall em 22 de dezembro.

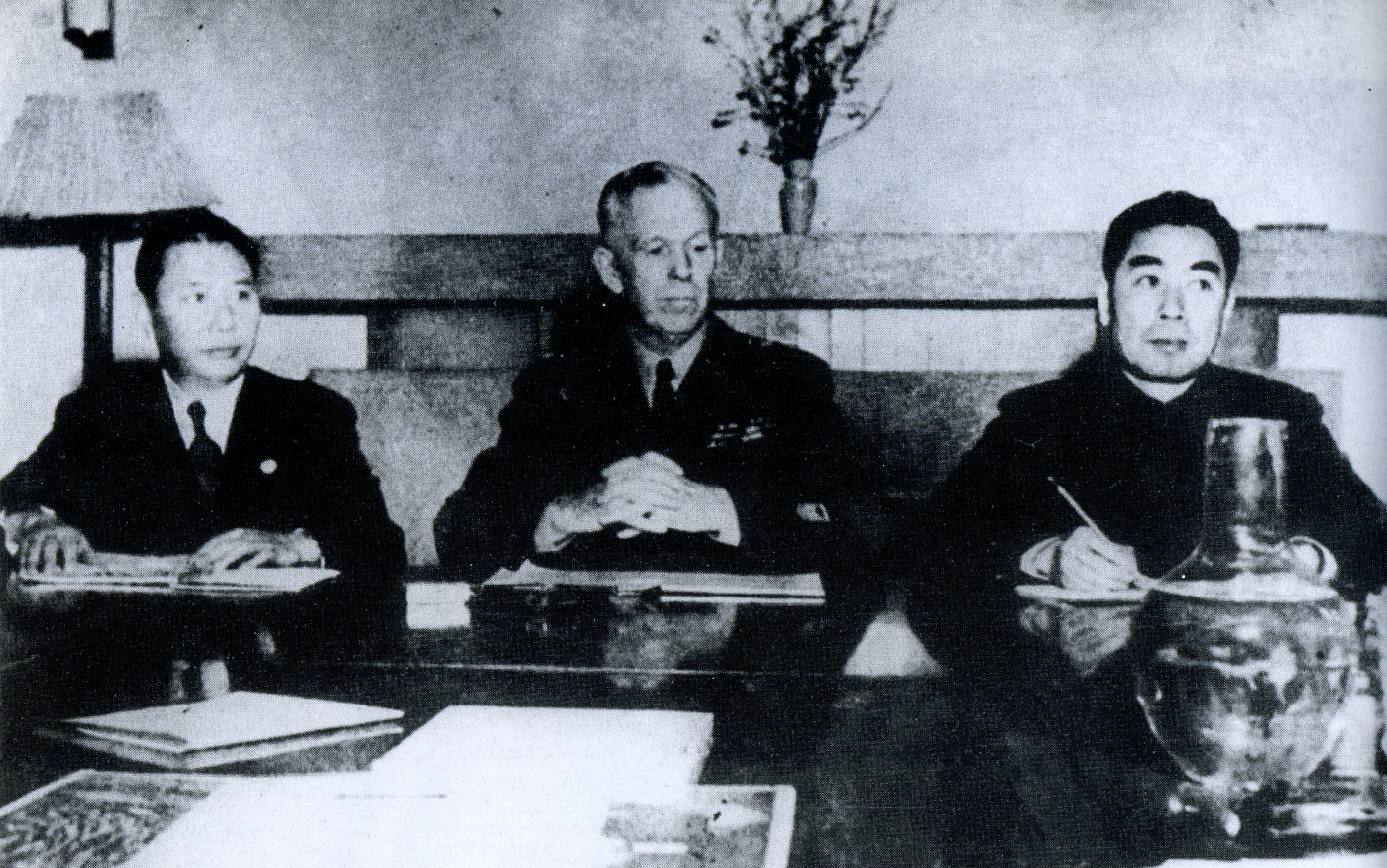
A Missão Marshall (1946), da esquerda para a direita: Zhang Qun, George C. Marshall, Zhou Enlai

A primeira fase das conversas se desenrolou de forma tranquila. Zhou representava os Comunistas, Marshall representava os Americanos, e Zhang Qun (posteriormente substituído por Zhang Zhizhong) representava os Nacionalistas. Em janeiro de 1946 ambos os lados concordaram em cessar as hostilidades e em reorganizar seus exércitos sob o princípio de separá-los dos partidos políticos. Zhou assinou tais acordos sabendo que nenhum dos lados estaria apto a implementar tais mudanças. Chiang fez um discurso prometendo liberdade política, autonomia local, eleições livres, e a libertar prisioneiros políticos. Zhou saudou as declarações de Chiang e expressou oposição à guerra civil.
A liderança do Partido Comunista da China viu esses acordos de forma otimista. Em 27 de janeiro de 1946 o Secretariado do partido nomeou Zhou como um dos oito líderes que participariam em um futuro governo de coalizão (outros líderes incluíam Mao, Liu Shaoqi e Zhu De). Foi sugerido que Zhou fosse nomeado vice-presidente da China. Mao expressou um desejo para visitar os Estados Unidos, e Zhou recebeu ordens para manipular Marshall como forma de avançar o processo de paz.
As negociações com Marshall logo deterioraram, já que nenhum dos dois lados estava disposto a sacrificar qualquer de suas vantagens, seja despolitizar seus exércitos, ou sacrificar graus de autonomia nas áreas que controlavam. Confrontos militares na Manchúria tornaram-se cada vez mais frequentes na primavera e verão de 1946, eventualmente forçando as forças Comunistas a recuar após algumas grandes batalhas. Exércitos do governo aumentaram seus ataques eu outras partes da China.
Em 3 de maio de 1946, Zhou e sua esposa deixaram Chongqing rumo a Nanquim, onde a capital Nacionalista retornou. As negociações deterioraram, e em 9 de outubro Zhou informou Marshall que ele não possuía mais a confiança do Partido Comunista. Em 11 de outubro as tropas Nacionalistas tomaram a cidade Comunista de Zhangjiakou no norte da China. Chiang, confiante de sua habilidade de derrotar os Comunistas, chamou por uma sessão da Assembleia Nacional sem a participação do Partido Comunista e ordenou que escrevessem o rascunho de uma constituição para 15 de novembro. Em 16 de novembro, Zhou realizou uma conferência de imprensa onde condenou os Nacionalistas por "rasgarem os acordos da conferência consultiva política". Em 19 de novembro, Zhou e toda a delegação do Partido Comunista da China deixaram Nanquim em direção a Yan'an.

## Reinício da Guerra Civil

### Estrategista militar e chefe de inteligência
Seguindo à falha das negociações, a Guerra Civil Chinesa retornou a todo vapor. Zhou mudou seu foco de esforços diplomáticos para militares, enquanto manteve um grande interesse por trabalhos de inteligência. Zhou trabalhou diretamente sob Mao como seu assessor principal, como vice-presidente da Comissão Militar do Comitê Central, e como chefe-geral do gabinete. Como líder do Comitê de Trabalho Urbano do Comitê Central, uma agência estabelecida para coordenar trabalhos dentro das áreas controladas pelo Kuomintang, Zhou continuou a dirigir atividades clandestinas.
Uma força superior de tropas Nacionalistas capturou Yan'an em março de 1947, mas os agentes de inteligência de Zhou (especialmente Xiong Xianghui) foram capazes de fornecer o comandante-geral de Yan'an, Peng Dehuai, com detalhes sobre a força, distribuição, posições, cobertura aérea e datas de chegada do exército do Kuomintang. Essa inteligência permitiu que as forças comunistas evitassem grandes batalhas e engajassem em uma campanha prolongada de guerras de guerrilha contra as forças Nacionalistas, o que eventualmente levou a diversas vitórias por parte das forças de Peng. Por volta de fevereiro de 1948, mais da metade das tropas do Kuomintang no Noroeste estavam ou derrotadas ou física e emocionalmente esgotadas. Em 4 de maio de 1948, Peng capturou 40 mil uniformes do exército e mais de um milhão de peças de artilharia. Em janeiro de 1949, as forças comunistas capturaram Pequim e Tianjin, conseguindo amplo controle do norte da China.

### Diplomacia
Em 21 de janeiro de 1949, Chiang deixou o cargo de presidente do governo Nacionalista e foi sucedido pelo General Li Zongren. Em 1 de abril de 1949, Li deu início a uma série de negociações de paz com uma delegação de seis membros do Partido Comunista da China. Os delegados do Partido Comunista eram liderados por Zhou Enlai, e os delegados do Partido Nacionalista por Zhang Zhizhong.
Zhou iniciou as negociações perguntado: "Por que você foi para Xikou (onde Chiang havia se aposentado) para ver Chiang Kai-shek antes de deixar Nanquim?" Zhang respondeu que Chiang ainda possuía o poder, mesmo que ele tivesse tecnicamente se aposentado, e que seu consentimento seria necessário para estabelecer qualquer acordo. Zhou respondeu que o Partido Comunista da China não aceitaria uma paz fictícia ditada por Chiang, e questionou se Zhang havia vindo com as credenciais necessárias para implementar os termos desejados pelo Partido Comunista. As negociações continuaram até 15 de abril, quando Zhou produziu uma "versão final" de um "projeto de acordo para a paz interna", o que era essencialmente um ultimato para aceitas as demandas do Partido Comunista. O governo do Kuomintang não respondeu até após cinco dias, sinalizando que não estava preparado para aceitar as demandas de Zhou.
Em 21 de abril, Mao e Zhou emitiram uma "ordem para o exército avançar por todo o país". As tropas do Exército de Libertação Popular capturaram Nanquim em 23 de abril, e a fortaleza de Li em Cantão em outubro, forçando Li a se exilar nos Estados Unidos. Em dezembro de 1949, as tropas do Exército de Libertação Popular capturaram Chengdu, a última cidade controlada pelo Kuomintang na China continental, forçando Chiang a evacuar para Taiwan.

## Diplomata e estadista da República Popular da China

### Situação diplomática da República Popular da China em 1949

Retrato de Zhou Enlai

No começo dos anos 50, a influência internacional da República Popular da China (PRC) estava extremamente baixa. Por volta do fim da Dinastia Qing em 1911, as pretensões chinesas de universalismo haviam sido destruídas por uma série de derrotas e incursões militares de europeus e japoneses. Ao fim do reinado de Yuan Shikai e da subsequente Era dos senhores da guerra, o prestígio internacional da China havia caído para "praticamente nenhum".  Na Segunda Guerra Mundial, o papel efetivo da China foi algumas vezes questionado por outros líderes Aliados. A Guerra da Coreia de 1950 a 1953 exacerbou enormemente a posição internacional da RPC ao estabelecer os Estados Unidos em uma posição de animosidade, assegurando que Taiwan permaneceria fora do controle dos comunistas e que a RPC permaneceria fora das Nações Unidas.
Após o estabelecimento da República Popular da China em 1 de outubro de 1949, Zhou foi nomeado tanto Primeiro-Ministro do Conselho de Administração do Governo (posteriormente substituído pelo Conselho de Estado) e Ministro das Relações Exteriores. Através da coordenação desses dois gabinetes e de sua posição como um dos cinco membros do comitê permanente do Politburo, Zhou foi o arquiteto da política internacional dos primeiros anos da China, apresentando o país como um novo, porém responsável, membro da comunidade internacional. Ao final da década de 1950, Zhou era um experiente negociador e respeitado como um revolucionário sênior dentro da China.
Os esforços iniciais de Zhou para melhorar o prestígio da RPC envolveram recrutar proeminentes políticos, capitalistas, intelectuais e líderes militares chineses que não eram tecnicamente afiliados ao Partido Comunista. Zhou foi capaz de convencer Zhang Zhizhong a aceitar uma posição dentro da RPC em 1949, após a rede de operações secreta de Zhou conseguir escoltar a família de Zhang para Pequim. Todos os outros membros da delegação do Kuomintang que negociaram com Zhou em 1949 aceitaram acordos similares.
Soong Ching-ling, que estava afastada de sua família e havia se oposto ao Kuomintang por muitos anos, prontamente se estabeleceu na RPC em 1949. Huang Yanpei, um industrialista proeminente que havia recusado ofertas para uma posição no governo por muitos anos, foi persuadido a aceitar uma posição como vice premier no novo governo. Fu Zuoyi, comandante do Kuomintang que havia se rendido à Pequim em 1948, foi persuadido a ingressar no Exército de Libertação Popular e aceitar uma posição como ministro de conservação aquática.

### Diplomacia com a Índia
Os primeiros sucessos da diplomacia de Zhou vieram como resultado de sua busca bem-sucedida por estabelecer relações calorosas, baseadas no respeito mútuo, com o primeiro primeiro-ministro da Índia pós-independência, Jawaharlal Nehru. Através de sua diplomacia, Zhou conseguiu persuadir a Índia a aceitar a anexação do Tibete pela China. Posteriormente a Índia foi persuadida a atuar como um mediador neutro entre a China e os Estados Unidos durante as diversas difíceis fases de negociação durante a Guerra da Coreia.

### A guerra da Coreia
Quando a Guerra da Coreia teve início em 25 de junho de 1950, Zhou estava em processo de desmobilizar metade dos 5.6 milhões de soldados do Exército de Libertação Popular, sob a direção do Comitê Central. Zhou e Mao discutiram a possibilidade de intervenção americana com Kim Il-Sung em maio, e insistiram para que Kim fosse cauteloso se ele fosse invadir e conquistar a Coreia do Sul, mas Kim recusou a tomar esses avisos com seriedade. Em 28 de junho de 1950, após os Estados Unidos terem forçado através da ONU uma resolução condenando a agressão norte-coreana e enviado a Sétima Frota para "neutralizar" o Estreito de Taiwan, Zhou criticou tanto as iniciativas da ONU como a dos EUA e as classificou como uma "agressão armada em território chinês".
Embora o sucesso inicial de Kim tenha o levado a acreditar que venceria a guerra por volta do fim de agosto, Zhou e outros líderes chineses estavam mais pessimistas. Zhou não compartilhava a confiança de Kim de que a guerra se encerraria rapidamente, e ficou cada vez mais apreensivo em relação a uma intervenção dos Estados Unidos. Para conter a possibilidade de uma invasão americana na Coreia do Norte ou na China, Zhou garantiu um compromisso soviético de que a USSR apoiaria as forças chinesas com cobertura aérea, e enviou 260 mil soldados chineses para a fronteira norte-coreana, sob o comando de Gao Gang, mas com ordens estritas de que elas não se movimentariam para dentro do território coreano ou entrariam em confronto com as forças da ONU ou dos EUA a menos que elas se envolvessem. Zhou comandou Chai Chengwen para conduzir uma pesquisa topográfica da Coreia, e orientou Lei Yingfu, conselheiro militar de Zhou na Coreia do Norte, a analisar a situação militar. Lei concluiu que MacArthur provavelmente tentaria desembarcar em Incheon.
Em 15 de setembro de 1950, MacArthur desembarcou em Incheon, encontrando pouca resistência, e capturou Seul em 25 de setembro. Bombardeios destruíram a maior parte dos tanques norte-coreanos e muito de sua artilharia. Tropas norte-coreanas, ao invés de se retirarem para o norte, rapidamente se desintegraram. Em 30 de setembro, Zhou alertou os Estados Unidos de que "o povo chinês não tolerará agressão estrangeira, nem irá passivelmente ver seus vizinhos ser selvagemente invadidos por imperialistas".
Em 1º de outubro, no primeiro aniversário da RPC, tropas sul-coreanas atravessaram o Paralelo 38 e entraram na Coreia do Norte. Stalin recusou a se envolver diretamente na guerra, e Kim enviou um apelo frenético a Mao para reforçar seu exército. Em 2 de outubro, a liderança chinesa continuava em uma reunião de emergência em Zhongnanhai para discutir se a China enviaria auxílio militar. Essas conversas continuaram até 6 de outubro. Na reunião, Zhou foi um dos poucos firmes apoiadores da posição de Mao de que a China deveria enviar auxílio militar, independentemente do poder das forças americanas. Com o endosso de Peng Dehuai, a reunião se encerrou com uma resolução para enviar forças militares para a Coreia.
Como forma de obter o apoio de Stalin, Zhou viajou para o resort de verão do líder soviética no Mar Negro em 10 de outubro. Stalin inicialmente concordou em enviar equipamento militar e munição, mas alertou Zhou que a força aérea da URSS precisaria de dois ou três meses para preparar qualquer operação e que nenhuma tropa terrestre seria enviada. Em uma reunião posterior, Stalin disse a Zhou que ele somente forneceria equipamentos à China com base em crédito, e que a força aérea soviética somente operaria no espaço aéreo chinês após um período de tempo não revelado. Stalin não concordaria em enviar equipamento militar ou suporte aéreo até março de 1951.

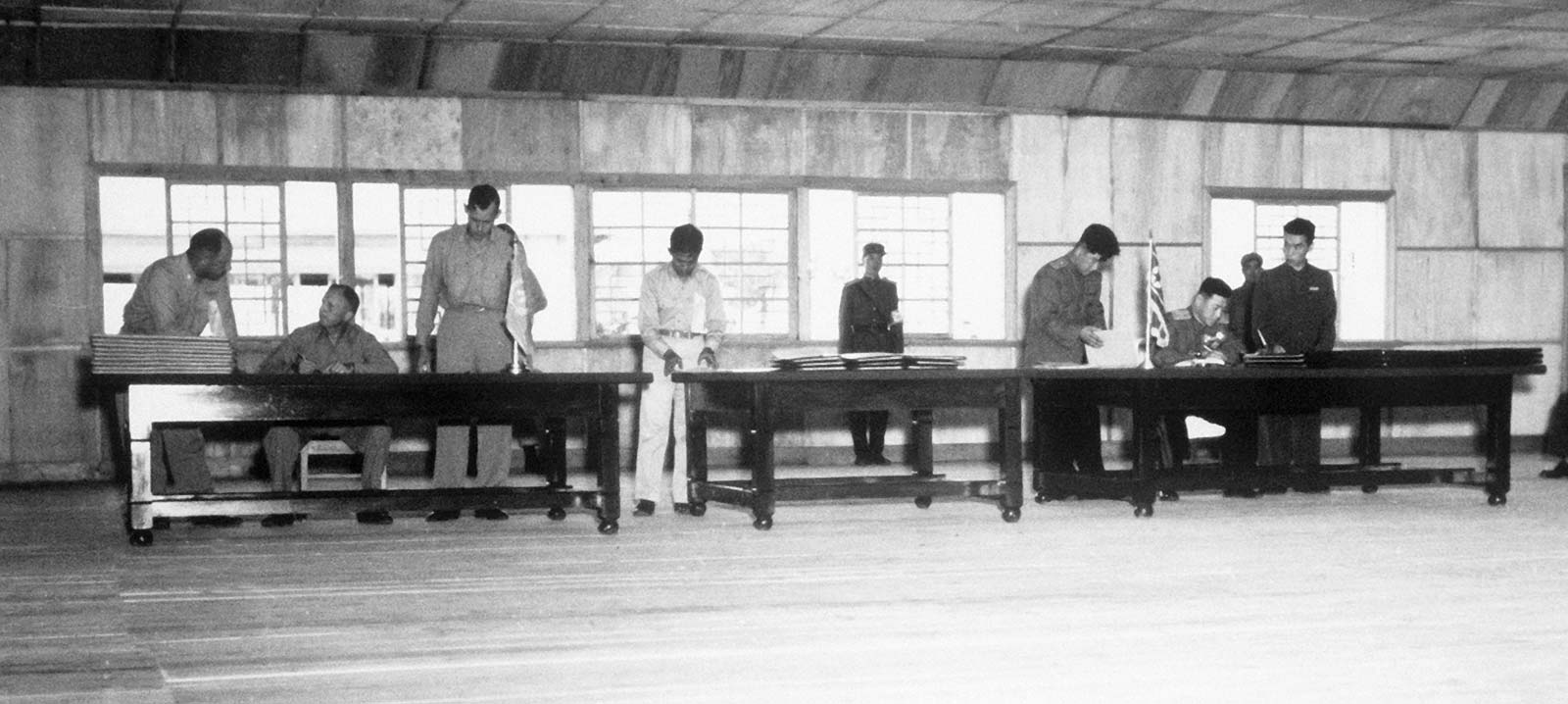
Assinatura do acordo de armistício da Guerra da Coreia em 1953

Imediatamente após seu retorno para Pequim em 18 de outubro de 1950, Zhou se reuniu com Mao Zedong, Peng Dehuai e Gao Gang, e o grupo decidiu enviar 200 mil tropas chinesas para a fronteira com o objetivo de entrar na Coreia do Norte, o que viria a acontecer em 25 de outubro. Após se consultar com Stalin, em 13 de novembro, Mao nomeou Zhou como o comandante geral do Exército de Voluntários do Povo, uma unidade especial do Exército de Libertação Popular, as forças armadas da China que interviriam na Guerra da Coreia e coordenariam o esforço de guerra, com Peng como o comandante de campo do EVP. As ordens dadas por Zhou ao EVP foram entregues em nome da Comissão Militar Central.
Por volta de junho de 1951, a guerra chegou a um impasse no Paralelo Trinta e Oito, e os dois lados do conflito concordaram em negociar um armistício. Zhou dirigiu as negociações da trégua, que tiveram início em 10 de julho. Zhou escolheu Li Kenong e Qiao Guanhua para liderarem a equipe de negociação chinesa. As negociações procederam por dois anos antes de chegarem a um acordo de cessar fogo em julho de 1953, formalmente assinado em Panmunjeom.
A Guerra da Coreia foi a última missão militar de Zhou. Em 1952, Peng Dehuai substitui Zhou na liderança da Comissão Militar Central (que Zhou havia chefiado desde 1947). Em 1956, após o 8º Congresso do Partido, Zhou formalmente renunciou seu posto na Comissão Militar e passou a focar em seu trabalho no Comitê Permanente, Conselho de Estado e relações exteriores.

### Diplomacia com estados socialistas vizinhos à China

Zhou com Kim Il-sung na assinatura do Tratado de Amizade de Cooperação e Ajuda Mútua Sino-Norte-Coreana em 1961

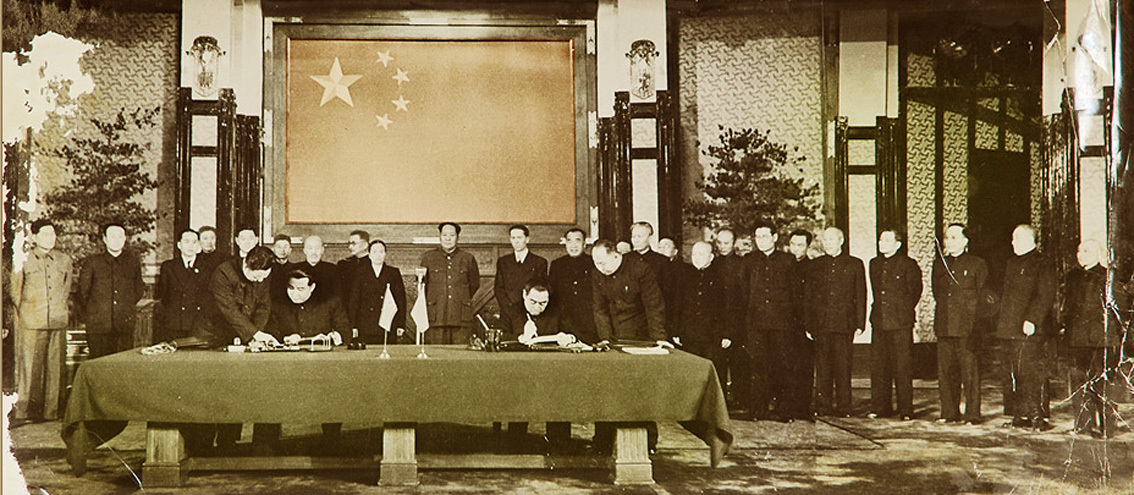
Assinatura do Tratado de Amizade de Cooperação e Ajuda Mútua Sino-Norte-Coreana em 11 de julho de 1961

Após a morte de Stalin em 5 de março de 1953, Zhou partiu para Moscou e participou do funeral quatro dias depois. Mao, curiosamente, decidiu não viajar para Moscou, possivelmente porque nenhum político soviético sênior havia viajado para Pequim ainda, ou porque Stalin havia rejeitado uma oferta para se encontrar com Mao em 1948 (no entanto, um enorme memorial em homenagem a Stalin foi realizado na Praça da Paz Celestial em Pequim com Mao e outros centenas de milhares participando). Enquanto estava em Moscou, Zhou foi notavelmente recebido com grande respeito pelos oficiais soviéticos, sendo-lhe permitido ficar ao lado dos novos líderes da URSS—Vyacheslav Molotov, Nikita Khrushchev, Georgy Malenkov e Lavrentiy Beria—ao invés de junto com outros representantes estrangeiros que participaram do funeral. Com esses quatro líderes, Zhou caminhou diretamente atrás do caixão de Stalin. Os esforços diplomáticos de Zhou em sua viagem para Moscou surtiram efeito imediato, e em 1954 Khrushchev visitou Pequim para participar do quinto aniversário da fundação da República Popular.
Por todo os anos 50, Zhou trabalhou para fortalecer os laços políticos e econômicos da China com outros estados comunistas, coordenando a política externa do país com as políticas soviéticas que promoviam solidariedade entre aliados políticos. Em 1952, Zhou assinou um acordo cultural e econômico com a República Popular da Mongólia, garantindo o reconhecimento de facto da independência do que era conhecido como "Mongólia Exterior" nos tempos Qing. Zhou também trabalhou para concluir um acordo com Kim Il-sung como forma de ajudar a reconstrução da economia da Coreia do Norte após a guerra. Perseguindo os objetivos da diplomacia pacífica com os vizinhos da China, Zhou manteve conversas amigáveis com o primeiro-ministro de Burma, U Nu, e promoveu os esforços da China de enviar suprimentos para o movimento rebelde liderado por Ho Chi Minh conhecido como Vietminh.

### A Conferência de Genebra
Em abril de 1954, Zhou viajou para a Suíça para participar da Conferência de Genebra (1954), convocada para tratar da Primeira Guerra da Indochina. Sua paciência e astúcia foram creditadas como responsáveis por assistir às grandes potências envolvidas (URSS, França, EUA e o Vietname do Norte) em estabelecer o acordo que encerrou a guerra. De acordo com as negociações de paz, a Indochina Francesa seria partida em Laos, Camboja, Vietname do Norte e Vietname do Sul. Concordou-se em realizar eleições dentro de dois anos para estabelecer um governo de coalizão em um Vietnã unificado, e o Việt Minh concordaram em encerrar suas atividades de guerrilha no Vietname do Sul, Laos e Camboja.
Durante uma reunião matinal em Genebra, Zhou viu-se na mesma sala com o ferrenho secretário anticomunista americano, John Foster Dulles. Após Zhou educadamente cumprimentá-lo estendendo sua mão, Dulles rudemente virou de costas e caminhou para fora da sala, afirmando "não posso". Zhou foi interpretado pelos espectadores como tendo transformado esse momento de possível humilhação em uma pequena vitória, apenas dando de ombros a esse comportamento. Zhou também foi igualmente efetivo em conter a insistência de Dulles de que a China não deveria receber um assento nas sessões. Aprofundando a impressão da urbanidade e civilidade chinesa, Zhou almoçou com o ator britânico Charlie Chaplin, que estava vivendo na Suíça desde quando foi colocado na lista negra pelo governo dos EUA por sua posição política radical.

### A Conferência de Bandungue

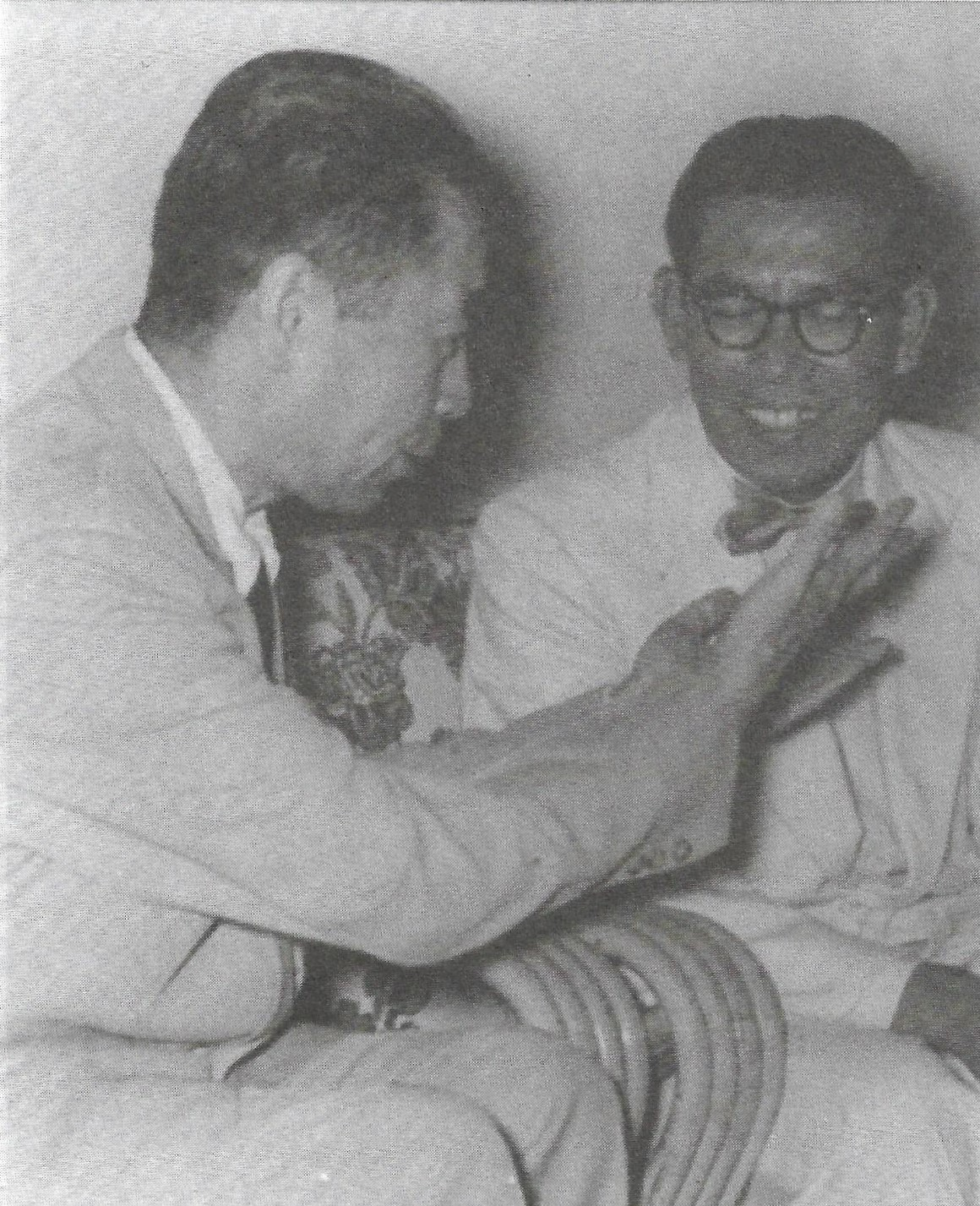
Zhou Enlai e Sanusi Hardjadinata, presidente da Conferência de Bandungue.

Zhou foi um importante participante da Conferência de Bandungue, realizada na Indonésia em 1955. A conferência foi um encontro de 29 Estados africanos e asiáticos, organizada por Indonésia, Burma (atual Myanmar), Paquistão, Ceylon (atual Sri Lanka) e Índia, e foi realizada com o intuito de promover amplamente a cooperação cultural e econômica entre África e Ásia, bem como para se opor ao colonialismo ou neocolonialismo seja dos Estados Unidos ou da União Soviética durante a Guerra Fria. Na conferência, Zhou habilmente deu ao encontro uma posição neutra que fez com que os Estados Unidos parecessem uma série ameaça para a paz e estabilidade da região. Zhou queixou-se que, enquanto a China trabalhava pela "paz mundial e progresso da humanidade", "círculos agressivos" dentro dos Estados Unidos estavam ativamente ajudando os Nacionalistas em Taiwan e planejando rearmar o Japão. Zhou foi amplamente citado por sua observação de que "a população da Ásia jamais esquecerá que a primeira bomba atômica explodiu em solo asiático." Com o apoio de seus participantes mais prestigiosos, a conferência produziu uma forte declaração em favor da paz, da abolição de armas nucleares, ampla redução das armas e o princípio de representação universal nas Nações Unidas.
Uma tentativa de assassinato foi realizada contra Zhou em sua viagem à conferência, quando uma bomba foi plantada no avião Kashmir Princess, da Air India, fretado para levar Zhou de Hong Kong a Jacarta. Zhou trocou de avião no último minuto, o que o salvou do atentado, mas todos os outros 11 passageiros foram assassinados, com apenas três membros da tripulação sobrevivendo. Um estudo recente acusou o atentado de ser arquitetado por "uma das agências de inteligência do Kuomintang".
Em 1955, os aliados do KMT, traficantes de droga da CIA, tentaram assassinar Zhou Enlai, que se dirigia para a Conferência de Bandungue, promovida pelo então Presidente da Indonésia Sukarno. Um sabotador colocou uma bomba no avião Kashmir Princess, da Air India. Zhou Enlai foi avisado e mudou de avião, mas onze passageiros morreram quando a bomba explodiu (Tsang, 1994). Embora Tsang (1994) tenha concluído que a CIA não estava directamente implicada, há provas que apontam para um possível envolvimento dos EUA, incluindo a fuga do sabotador num avião pertencente à companhia aérea proprietária da CIA / KMT, Civil Air Transport (mais tarde renomeada Air America).
O jornalista Joseph J. Trento, escreveu no seu livro a História Secreta da CIA     "The Secret History of the CIA"     de 2005, na página 195, "Zhou Enlai arrives triumphantly after surviving a CIA-led attempt to blow up his plane", Zhou Enlai chega triunfalmente após sobreviver a uma tentativa liderada pela CIA para fazer explodir o seu avião, também refere sobre um segundo atentado contra a vida do 1.º Primeiro-Ministro da República Popular da China e o 1.º Ministro das Relações Exteriores da República Popular da China Zhou Enlai na conferência de Bandungue envolvendo "uma tigela de arroz envenenada com uma toxina de ação lenta".
Após o atentado, Zhou Enlai usou o incidente para alertar os britânicos sobre as operações de inteligência do Kuomintang em Hong Kong e pressionou a Grã-Bretanha para desarticular a rede que operava naquele território (com ele próprio exercendo um papel de suporte). Zhou Enlai esperava que o incidente melhorasse o relacionamento dos britânicos para com a RPC, e consequentemente terminarem o seu relacionamento com Taiwan governada pelo Koumintang. A explicação oficial para a ausência de Zhou no voo, no entanto, segue sendo de que Zhou foi forçado a mudar seu cronograma por conta de uma cirurgia no apêndice.
Após a Conferência de Bandungue, a situação política internacional da China começou a melhorar gradualmente. Com o auxílio de muitas das potências não-alinhadas que participaram da conferência, a posição apoiada pelos EUA de boicotar economicamente e politicamente a RPC começou a erodir, após da pressão contínua dos americanos para que a comunidade internacional seguisse essa direção. Em 1971, a RPC ganhou um assento nas Nações Unidas.

### Posição sobre Taiwan

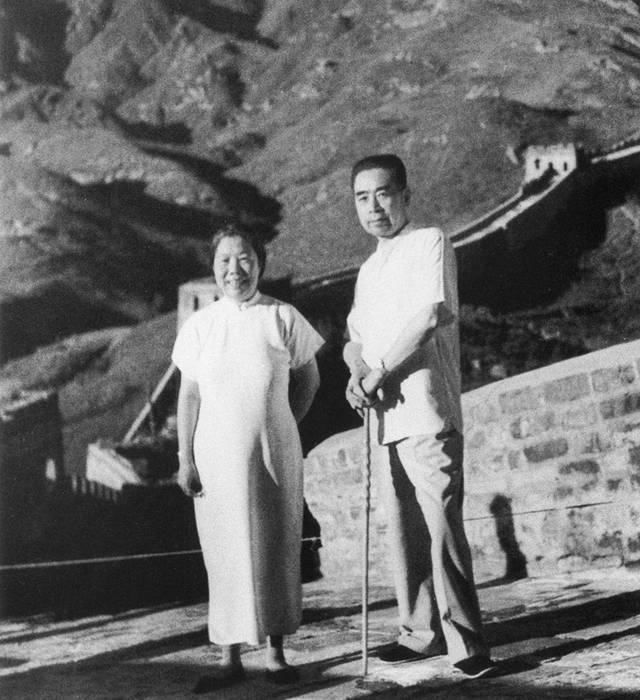
Zhou Enlai e sua esposa Deng Yingchao na Grande Muralha da China, 1955.

Quando a RPC foi fundada em 1 de outubro de 1949, Zhou notificou a todos os governos que quaisquer estados que desejassem manter contatos diplomáticos com a RPC deviam encerrar suas relações com os líderes do antigo regime agora instalados na ilha de Taiwan, bem como apoiar a RPC em relação a ter assento nas Nações Unidas. Esse foi o primeiro documento de política externa emitido pelo novo governo. Por volta de 1950, a RPC foi capaz de estabelecer relações diplomáticas com outros países comunistas e com treze países não comunistas, mas o diálogo com a maior parte dos governos ocidentais do norte foi mal sucedido, devido a visão destes governos, de anticomunista e pró-capitalista.
Zhou saiu da conferência em Bandungue com a reputação de ser um negociador flexível e mente aberta. Reconhecendo que os EUA iriam apoiar militarmente Taiwan controlada pelos Nacionalistas do Koumintang, Zhou persuadiu seu governo a interromper os bombardeios de Quemói e Matsu e buscar uma alternativa diplomática para o confronto. Em um anúncio formal em maio de 1955, Zhou declarou que a RPC iria "lutar pela libertação de Taiwan por meios pacíficos enquanto fosse possível." Sempre que a questão de Taiwan era levantada por estrangeiros, Zhou argumentava que Taiwan era parte integrante da China, e que a resolução do conflito com Taiwan era um assunto interno.
In 1958, a posição de Ministro das Relações Exteriores foi passada para Chen Yi, um general com pouca experiência diplomática prévia. Após Zhou deixar seu posto, o corpo diplomático da RPC foi reduzido drasticamente. Parte do pessoal foi transferido para diversos departamentos culturais e educacionais para substituir quadros de liderança que foram considerados "direitistas" e enviados para campos de trabalho.

### Comunicado de Xangai

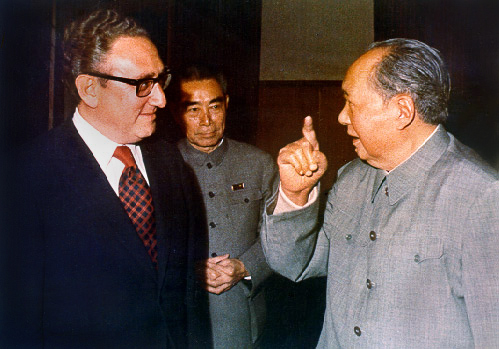
Zhou, com Henry Kissinger e Mao Zedong.

No início dos anos 1970, as relações entre China e Estados Unidos começaram a melhorar. Trabalhadores da indústria do petróleo, um dos poucos setores em crescimento na China naquele período, alertaram Mao Zedong que, para crescer de acordo com níveis exigidos pela liderança do Partido, amplas importações de tecnologia e conhecimento técnico seriam necessárias. Em janeiro de 1970, os chineses convidaram a equipe de tênis de mesa americana para uma viagem à China, dando início à era da "diplomacia do pingue-pongue".

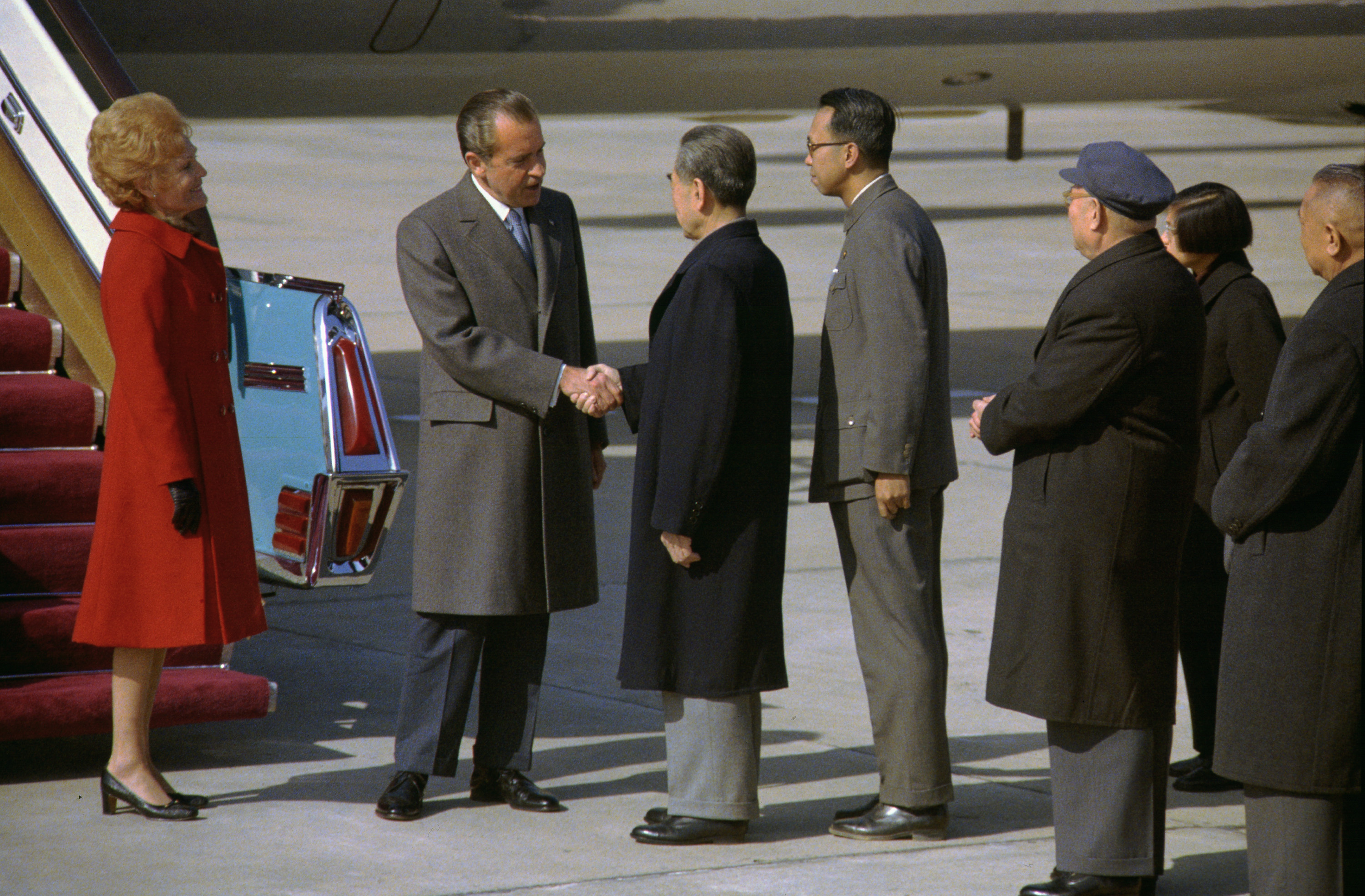
Zhou recebe o Presidente americano Richard Nixon na chegada deste a Pequim, fevereiro de 1972

In 1971, Zhou Enlai encontrou-se secretamente com o conselheiro de segurança do Presidente Nixon, Henry Kissinger, que havia voado à China para preparar um encontro entre Richard Nixon e Mao Zedong. Durante essas reuniões, os EUA concordaram em permitir a transferência de dinheiro americano para a China (presumivelmente de chineses nos Estados Unidos), permitir que navios de propriedade americana negociassem com a China (utilizando bandeiras estrangeiras), e permitir que exportações chinesas entrassem nos EUA pela primeira vez desde a invasão da Coreia, chamada de Guerra da Coreia. Naquele momento, tais negociações eram consideradas sensíveis a um ponto em que foram escondidas do público americano, do Departamento de Estado dos Estados Unidos, do Secretário de Estado dos Estados Unidos, bem como de todos os governos estrangeiros.
Na manhã de 21 de fevereiro de 1972, Richard Nixon chegou em Pequim, onde foi recebido por Zhou Enlai, e posteriormente se encontrou com Mao Zedong. A substância diplomática da visita de Nixon foi decidida em 28 de fevereiro, no Comunicado de Xangai, que sumarizava as posições de ambos os lados sem buscar resolvê-los de imediato. O "lado dos EUA" reafirmava a posição americana de que o envolvimento dos EUA na Guerra do Vietnã não constituía uma "intervenção externa" em assuntos do Vietnã, reafirmava seu compromisso com a "liberdade individual", e prometia apoio continuado à intervenção externa na Coreia do Sul. O "lado Chinês" afirmava que "onde quer que haja opressão, haverá resistência", que "todas as tropas estrangeiras deveriam se retirar para seus próprios países", e que a Coreia deveria ser unificada de acordo com as demandas da Coreia do Norte. Ambos os lados concordaram em discordar quanto ao status quo da ilha de Taiwan. Os segmentos finais do Comunicado de Xangai encorajavam a extensão de trocas diplomáticas, culturais, econômicas, jornalísticas e científicas, e endossavam as intenções de ambos os lados em trabalhar para o "relaxamento das tensões na Ásia e no mundo." As resoluções do Comunicado de Xangai representaram uma grande virada política tanto para os EUA como para a China.

## O Grande Salto Adiante
Em 1958, Mao Zedong de início ao Grande Salto Adiante, buscando elevar os níveis de produção da China na indústria e na agricultura a partir de metas extremamente elevadas. Como um administrador prático e popular, Zhou manteve sua posição durante o Salto. Zhou foi descrito por Frank Dikötter como o "parteiro" do Grande Salto Adiante, que "transformou pesadelos em realidade".
Por volta do início da década de 1960, o prestígio de Mao já não estava mais tão alto quanto antes. As políticas econômicas de Mao nos anos 1950 falharam, e ele havia cultivado um estilo de vida que era cada vez mais distante daquele de muitos de seus mais antigos colegas. Entre as atividades que pareciam contrárias à sua imagem popular estavam os nados em sua piscina privada em Zhongnanhai, suas diversas vilas pela China que ele costumava viajar em um trem privado, sua vida privada de estudos, e a companhia de uma sucessão de jovens mulheres com quem ele se encontrava em danças semanais no Zhongnanhai e em suas viagens de trem. A combinação de suas excentricidades e das falhas de sua política industrial resultaram em críticas de diversos revolucionários veteranos, como Liu Shaoqi, Deng Xiaoping, Chen Yun e Zhou Enlai, que pareciam cada vez menos compartilhar o entusiasmo da visão de Mao quanto a uma contínua luta revolucionária.

## A Revolução Cultural

### Esforços iniciais de Mao e Lin
Para reafirmar sua imagem e poder, Mao, com a ajuda de Lin Biao, empreendeu vários esforços de propaganda pública. Entre os esforços de Mao e Lin para melhorar a imagem de Mao no início dos anos 1960 estavam a publicação do Diário de Lei Feng e a compilação de Citações do Presidente Mao. O último e mais bem-sucedido desses esforços foi a Revolução Cultural.
Quaisquer que sejam suas outras causas, a Revolução Cultural, declarada em 1966, foi uma longa campanha pró-Mao que deu a ele o poder e a influência para expurgar o Partido de seus adversários políticos nos níveis mais elevados do governo. Além do fechamento das escolas e universidades por toda a China, a Revolução Cultural incentivou os jovens a destruir prédios, templos e arte clássica, e atacar os professores, administradores escolares, líderes partidários e até mesmo os pais que eram considerados "revisionistas". Depois que a Revolução Cultural foi anunciada, muitos dos membros mais graduados do Partido Comunista que compartilhavam da hesitação de Zhou em seguir a direção de Mao, incluindo o presidente Liu Shaoqi e Deng Xiaoping, foram depostos de seus cargos quase imediatamente; e, juntamente com suas famílias, foram submetidos a críticas e humilhações em massa.

### Sobrevivência política
Logo depois que eles foram depostos, Zhou argumentou que o presidente Liu Shaoqi e Deng Xiaoping "deveriam ser autorizados a voltar ao trabalho", mas Mao, Lin Biao, Kang Sheng e Chen Boda se opuseram. Chen Boda chegou a sugerir que o próprio Zhou poderia ser "considerado contrarrevolucionário" caso não seguisse a linha maoísta. Após as ameaças, Zhou diminuiu suas críticas e começou a trabalhar mais de perto com Mao e seu grupo.
Zhou deu seu apoio ao estabelecimento das organizações radicais da Guarda Vermelha em outubro de 1966 e se juntou a Chen Boda e Jiang Qing contra o que eles consideravam como facções "esquerdistas" e "direitistas" da Guarda Vermelha. Isso abriu caminho para os ataques a Liu Shaoqi, Deng Xiaoping e Tao Zhu entre dezembro de 1966 e janeiro de 1967. Em setembro de 1968, Zhou descreveu abertamente sua estratégia de sobrevivência política aos parlamentares japoneses do Partido Liberal Democrata que visitavam Pequim: "as opiniões pessoais de cada um devem avançar ou recuar de acordo com a direção da maioria". Quando acusado de ser pouco entusiasmado em seguir a liderança de Mao, ele acusou a si próprio de ter "má compreensão" de suas teorias, dando a impressão de que ele se comprometia com forças que secretamente detestava e as quais se referia em particular como sendo seu "inferno". Seguindo a lógica da sobrevivência política, Zhou trabalhou para auxiliar Mao e restringiu suas críticas ao líder chinês a conversas privadas.
Embora Zhou tenha escapado da perseguição direta, ele não foi capaz de salvar muitas pessoas próximas de terem suas vidas destruídas pela Revolução Cultural. Sun Weishi, a filha adotiva de Zhou, morreu em 1968 após sofrer sete meses de tortura, prisão e estupro pelas mãos da Guarda Vermelha maoísta. Em 1968, seu outro filho, Sun Yang, também foi torturado e assassinado por Guardas Vermelhos a mando de Jiang Qing. Após o fim da Revolução Cultural, as peças de Sun Yang foram reencenadas como uma forma de criticar a Gangue dos Quatro, que muitos pensavam ser responsável por sua morte.
Ao longo da década seguinte, Mao de forma geral desenvolvia as políticas enquanto Zhou as executava, buscando moderar alguns dos excessos da Revolução Cultural, como impedir que Pequim fosse renomeada como "A Cidade do Leste Vermelho" (chinês simplificado: 东方红市, pinyin: Dōngfānghóngshì) e que as estátuas de leões guardiões em frente à Praça da Paz Celestial fossem substituídas por estátuas de Mao. Zhou também ordenou que um batalhão do Exército de Libertação Popular guardasse a Cidade Proibida e protegesse seus artefatos tradicionais de vandalismo e destruição. Apesar de seus melhores esforços, a incapacidade de evitar muitos dos eventos da Revolução Cultural foi um golpe duro para Zhou. Ao longo da última década de sua vida, a capacidade de Zhou em implementar as políticas de Mao e manter a nação funcional em períodos de adversidade foi tão grande que sua importância prática por si só foi suficiente para salvá-lo (com a ajuda de Mao) sempre que Zhou se tornava politicamente ameaçado. Nos últimos estágios da Revolução Cultural, em 1975, Zhou advogou pelas "Quatro modernizações" como forma de desfazer os danos causados pelas políticas de Mao.
Durante o último estágio da Revolução Cultural, Zhou tornou-se alvo de campanhas políticas orquestradas pelo Presidente Mao e pela Gangue dos Quatro. A campanha "Criticar Lin, Criticar Confúcio" de 1973 a 1974 tinha como alvo o primeiro-ministro Zhou porque ele era visto como um dos principais adversários políticos do grupo. Em 1975, os inimigos de Zhou iniciaram uma campanha chamada "Criticar Song Jiang, Avaliando a Margem da Água", que encorajava o uso de Zhou como um exemplo de derrotado político.

## Morte

### Adoecimento e morte
De acordo com uma biografia de Zhou escrita por Gao Wenqian, ex-pesquisador do Departamento de Pesquisa Documental do Partido Comunista da China, Zhou foi diagnosticado com câncer de bexiga pela primeira vez em novembro de 1972. A equipe médica de Zhou relatou que, com o tratamento adequado, ele teria grandes chances de recuperação; mas o tratamento médico para os membros da elite do partido precisava ser aprovados por Mao. Mao ordenou que Zhou e sua esposa não fossem informados sobre o diagnóstico, nenhuma cirurgia deveria ser realizada e nenhum exame adicional deveria ser feito. De acordo com Ji Chaozhu, intérprete pessoal de Zhou, Henry Kissinger se ofereceu para enviar especialistas em câncer dos Estados Unidos para tratar Zhou, uma oferta que acabou sendo recusada. Em 1974, Zhou estava apresentando significativo sangramento na urina. Após pressão de outros líderes chineses que souberam da condição de Zhou, Mao finalmente autorizou que uma operação cirúrgica fosse realizada em junho de 1974, mas o sangramento voltou alguns meses depois, o que indicou metástase do câncer em outros órgãos. Uma série de operações realizadas durante o próximo ano e meio não foi capaz de controlar o progresso do câncer. Zhou continuou a conduzir o trabalho durante sua estada no hospital, com Deng Xiaoping, no papel de primeiro vice-primeiro-ministro, lidando com a maioria dos assuntos importantes do Conselho de Estado. Sua última grande aparição pública foi na primeira sessão da 4ª Assembleia Nacional do Povo, em 13 de janeiro de 1975, onde apresentou o relatório de trabalho do governo. Ele então se afastou da vida pública para realizar mais tratamento médico. Zhou Enlai morreu de câncer às 09h57 do dia 8 de janeiro de 1976, aos 77 anos.

### Reação de Mao
Após a morte de Zhou, Mao não emitiu nenhuma declaração reconhecendo as realizações ou contribuições de Zhou e não enviou condolências à viúva de Zhou, que também era uma líder sênior do Partido. Mao proibiu que sua equipe usasse braçadeiras pretas de luto. Se Mao de fato compareceu ou não ao funeral de Zhou, que foi realizado no Grande Salão do Povo, permanece uma questão, já que o próprio Mao também estava com a saúde muito debilitada. Mao, no entanto, enviou uma coroa de flores para o funeral.
Mao atacou uma proposta para que Zhou fosse declarado publicamente como um grande marxista e rejeitou um pedido para que ele fizesse uma breve aparição no funeral, instruindo seu sobrinho, Mao Yuanxin, a explicar que ele não poderia comparecer pois isso seria visto como uma admissão pública de que ele estava sendo forçado a "repensar a Revolução Cultural", uma vez que os últimos anos da vida de Zhou foram intimamente associados à reversão e moderação dos excessos da campanha. Mao temia que expressões públicas de luto fossem mais tarde dirigidas contra ele e suas políticas, apoiando assim a campanha dos "cinco nãos" para suprimir expressões públicas de luto por Zhou após a morte do primeiro-ministro.

### Memorial
Qualquer que tenha sido a opinião de Mao sobre Zhou, houve luto geral entre a população. Correspondentes estrangeiros relataram que Pequim, logo após a morte de Zhou, parecia uma cidade fantasma. Não houve cerimônia de enterro, pois Zhou desejou que suas cinzas fossem espalhadas pelas colinas e rios de sua cidade natal, em vez de armazenadas em um mausoléu cerimonial. Com a morte de Zhou, ficou claro como o povo chinês o reverenciava e o viam como um símbolo de estabilidade em um período caótico da história. Diversas nações ao redor do mundo prestaram condolência pela morte de Zhou.

O vice-primeiro-ministro Deng Xiaoping fez o elogio fúnebre no funeral de Estado de Zhou realizado em 15 de janeiro de 1976. Embora muito de seu discurso ecoasse as palavras da declaração oficial do Comitê Central após a morte de Zhou e consistisse em uma descrição meticulosa da notável carreira política de Zhou, ao final do elogio Deng ofereceu uma homenagem pessoal à pessoa de Zhou, falando com o coração enquanto mantinha a retórica exigida em ocasiões cerimoniais de estado. Referindo-se a Zhou, Deng afirmou que:
Ele era aberto e honesto, prestava atenção aos interesses de todos, observava a disciplina do Partido, era rigoroso em "dissecar" a si próprio e bom em unir a massa de quadros e defender a unidade e a solidariedade no Partido. Ele mantinha laços amplos e estreitos com as massas e mostrava uma cordialidade sem limites para com todos os camaradas e o povo... Devemos aprender com seu belo estilo – ser modesto e prudente, despretensioso e acessível, dando o exemplo por sua conduta e vivendo de maneira simples e trabalhando duro. Devemos seguir seu exemplo de adesão ao estilo proletário e oposição ao estilo de vida burguês.
O historiador Jonathan Spence acreditava que esta declaração foi interpretada na época como uma sútil crítica a Mao e aos demais líderes da Revolução Cultural, que não poderiam ser vistos ou elogiados como sendo "abertos e honestos", "bons em unir a massa de quadros", por demonstrar "cordialidade", modéstia, prudência ou acessibilidade. Independentemente das intenções de Deng, a Gangue dos Quatro, e mais tarde Hua Guofeng, fortaleceriam a perseguição a Deng após ele realizar este elogio.

### Supressão do luto público
Após a única cerimônia memorial oficial de Zhou em 15 de janeiro, os inimigos políticos de Zhou dentro do Partido proibiram oficialmente qualquer outra demonstração de luto público. Os regulamentos mais notórios proibindo homenagens a Zhou foram os "cinco nãos": não usar braçadeiras pretas, não fazer coroas de luto, não se reunir em salas de luto, não realizar atividades memoriais e não distribuir fotos de Zhou. Essa proibição, no entanto, foi fracamente regulada e aplicada. Após anos de ressentimento com a Revolução Cultural, a perseguição pública a Deng Xiaoping (que era fortemente associado a Zhou na percepção pública) e a proibição de lamentar publicamente pela morte de Zhou tornaram-se associados entre a população, o que acabou levando ao descontentamento popular contra Mao e seus aparentes sucessores (notadamente Hua Guofeng e a Gangue dos Quatro).
As tentativas oficiais de impor os "cinco nãos" incluíram a remoção de memoriais públicos e a destruição de pôsteres que celebravam suas conquistas. Em 25 de março de 1976, um importante jornal de Xangai, Wenhui Bao, publicou um artigo afirmando que Zhou era "o seguidor do caminho capitalista dentro do Partido que queria ajudar o impenitente seguidor do caminho capitalista [Deng Xiaoping] a voltar ao poder". Este e outros esforços de propaganda para atacar a imagem de Zhou apenas fortaleceram o apego do público à sua memória. Entre março e abril de 1976, circulou em Nanquim um documento forjado que afirmava ser o último testamento de Zhou Enlai. O documento atacava Jiang Qing e elogiava Deng Xiaoping, e acabou sendo recebido com um intenso trabalho de propaganda por parte do governo.

### O incidente da Praça da Paz Celestial
Vários meses após a morte de Zhou, um dos eventos espontâneos mais extraordinários da história da República Popular da China aconteceu. Em 4 de abril de 1976, às vésperas do Festival Qingming anual, onde os chineses tradicionalmente homenageiam seus ancestrais falecidos, milhares de pessoas se reuniram em torno do Monumento aos Heróis do Povo na Praça da Paz Celestial para homenagear Zhou Enlai. Nesta ocasião, o povo de Pequim homenageou Zhou colocando coroas de flores, estandartes, poemas, cartazes e flores ao pé do Monumento. O propósito mais óbvio deste memorial era apenas elogiar Zhou, mas Jiang Qing, Zhang Chunqiao e Yao Wenyuan também acabaram sendo atacados por suas alegadas ações malignas contra o primeiro-ministro. Um pequeno número de cartazes deixados na praça também atacavam o próprio Mao e a Revolução Cultural.
Estima-se que até duas milhões de pessoas tenham visitado a Praça da Paz Celestial em 4 de abril. Observadores dos eventos relatam que todos os níveis da sociedade, desde os camponeses mais pobres até oficiais de alto escalão do Exército de Libertação Popular e filhos de quadros de alto escalão, estiveram presentes nas atividades. Os que participaram foram motivados por uma mistura de raiva pelo tratamento dado a Zhou, revolta contra Mao e suas políticas, apreensão pelo futuro da China e em desafio àqueles que tentaram punir as pessoas por celebrar a memória de Zhou. Não há nada que sugira que os eventos tenham sido coordenados por qualquer posição de liderança: foi uma manifestação espontânea que refletia o sentimento público generalizado. Deng Xiaoping notadamente estava ausente e instruiu seus filhos que evitassem ser vistos na praça.
Na manhã de 5 de abril, aqueles que foram ao memorial descobriram que ele havia sido totalmente removido pela polícia durante a noite, o que irritou a multidão. As tentativas de reprimir os enlutados levaram a um violento tumulto, onde carros da polícia foram incendiados e uma multidão de mais de 100 mil pessoas forçou a entrada em vários prédios do governo no entorno da praça.
Por volta das 18 horas, a maior parte da multidão já havia se dispersado, mas um grupo pequeno permaneceu até as 22 horas, quando uma força de segurança chegou na Praça da Paz Celestial e os prendeu (o número relatado de presos foi de 388 pessoas, mas haviam rumores de que o número era muito maior). Muitos dos presos foram posteriormente levados ao "tribunal popular" da Universidade de Pequim ou a campos de trabalho. Incidentes semelhantes aos ocorridos em Pequim entre 4 e 5 de abril também ocorreram em Zhengzhou, Kunming, Taiuã, Changchun, Xangai, Wuhan e Cantão. Possivelmente por causa de sua estreita associação com Zhou, Deng Xiaoping foi formalmente destituído de todos os cargos "dentro e fora do Partido" em 7 de abril, após este que foi denominado o "Incidente da Praça da Paz Celestial".
Após derrubar Hua Guofeng e assumir o controle da China em 1980, Deng Xiaoping libertou os presos no Incidente da Praça da Paz Celestial como parte de um esforço mais amplo para reverter os efeitos da Revolução Cultural.

## Legado

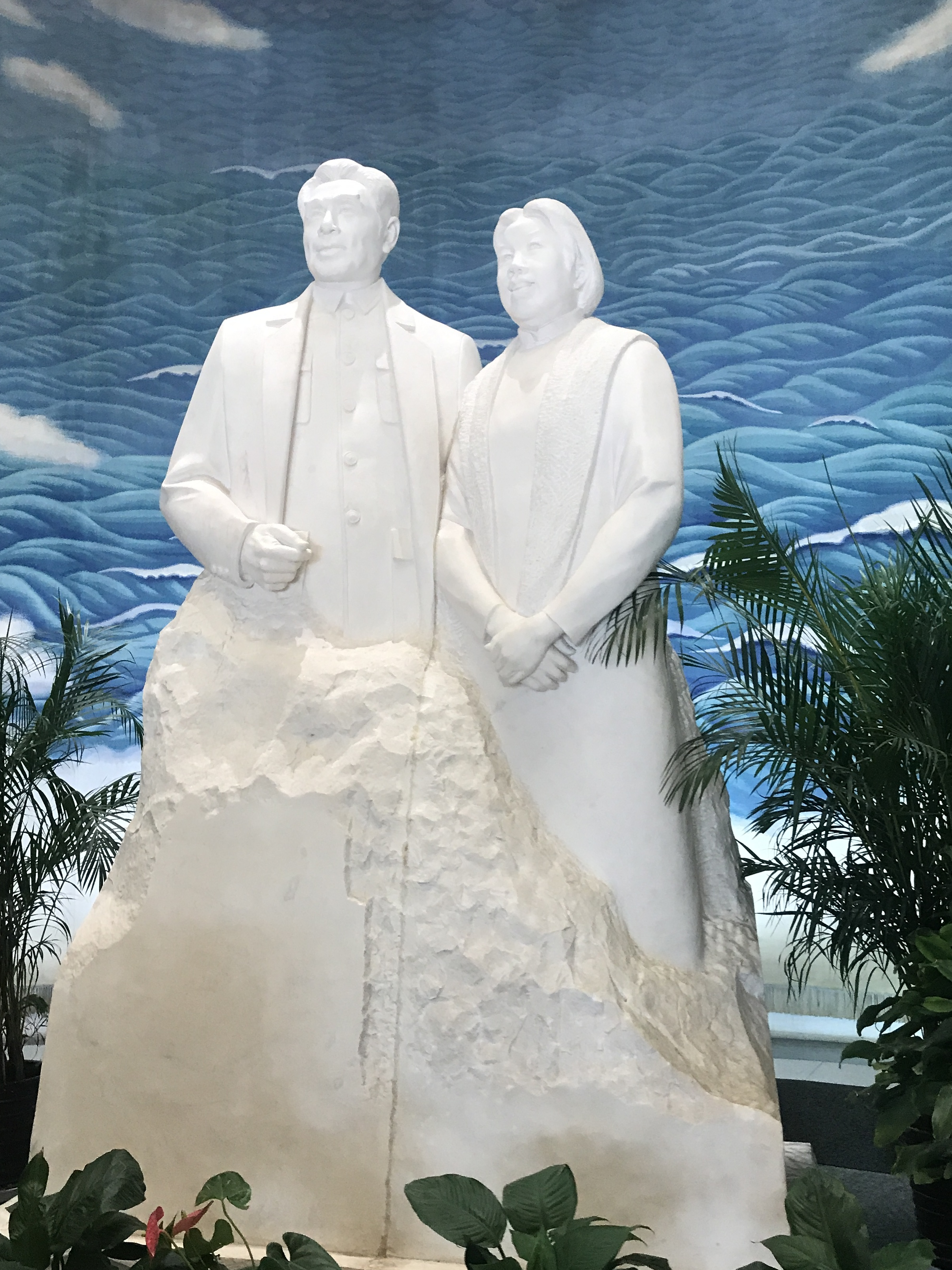
Estátua de Zhou Enlai e Deng Yingchao no memorial em sua homenagem em Tianjin

No final de sua vida, Zhou foi amplamente visto na cultura popular chinesa como o representante da moderação e da justiça. Desde sua morte, Zhou Enlai é considerado um negociador habilidoso, fluente em línguas estrangeiras, um mestre na implementação de políticas, um revolucionário dedicado e um estadista pragmático com uma atenção incomum aos detalhes e nuances. Ele também ficou conhecido por sua ética de trabalho incansável e dedicada, e seu incomum charme e postura em público. Foi supostamente o último burocrata mandarim de acordo com a tradição confuciana. O comportamento político de Zhou deve ser visto à luz de sua filosofia política, bem como de sua personalidade. Em grande medida, Zhou sintetizou o paradoxo inerente de um político comunista educado de acordo com a tradição chinesa: ao mesmo tempo conservador e radical, pragmático e ideológico, crente na ordem social e harmonia, bem como no poder progressista da rebelião e da revolução, o que ele desenvolveu muito gradualmente ao longo do tempo.
Apesar de acreditar firmemente no ideal comunista no qual a República Popular foi fundada, Zhou é amplamente creditado por ter moderado os excessos das políticas radicais de Mao dentro dos limites de seu poder. Supõe-se que ele protegeu com sucesso vários monumentos imperiais e religiosos de grande importância cultural dos ataques da Guarda Vermelha (como o Palácio de Potala em Lhasa e a Cidade Proibida em Pequim), bem como muitos líderes de alto nível, incluindo Deng Xiaoping, funcionários, acadêmicos e artistas dos expurgos realizados pela liderança da Revolução Cultural. Deng Xiaoping foi citado como tendo dito que Zhou foi "às vezes forçado a agir contra sua consciência para minimizar o dano" decorrente das políticas de Mao.
Enquanto muitos líderes são hoje submetidos a críticas dentro da China, a imagem de Zhou permanece positiva e respeitada entre os chineses contemporâneos. Muitos chineses continuam a venerar Zhou como possivelmente o líder mais humano do século 20, e o Partido Comunista hoje promove a imagem de Zhou como a de um líder dedicado e abnegado que continua sendo um símbolo do Partido Comunista. Mesmo os historiadores que apontam os erros de Mao geralmente atribuem as qualidades opostas a Zhou: Zhou foi culto e educado enquanto Mao era rude e simples; Zhou era consistente enquanto Mao era instável; Zhou era estoico enquanto Mao era paranoico. Após a morte de Mao, a imprensa chinesa enfatizou em particular seu estilo de liderança consultivo, lógico, realista e tranquilo.

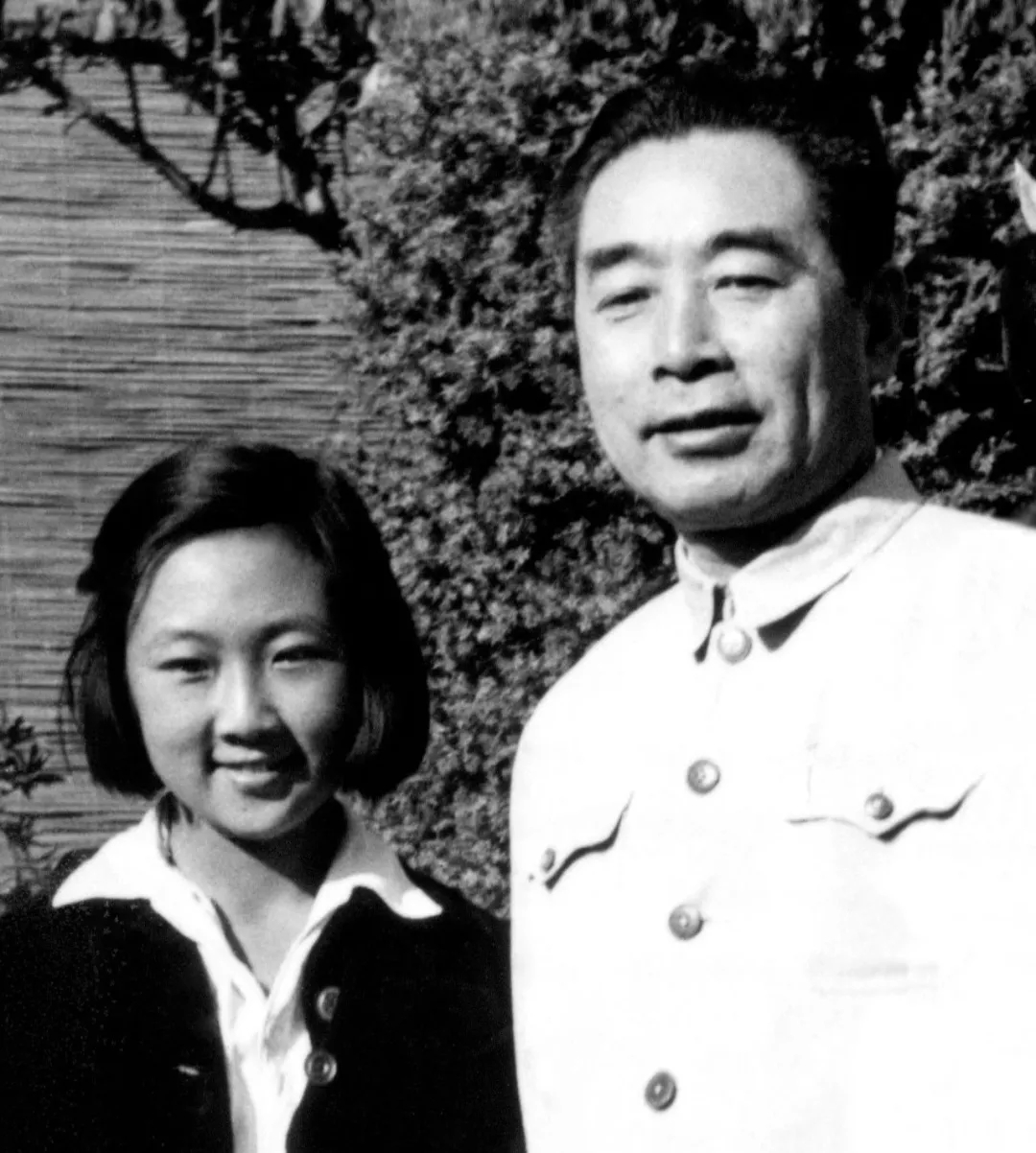
Zhou Enlai e sua sobrinha Zhou Bingde

No entanto, recentes críticas acadêmicas a Zhou têm se concentrado em seu relacionamento com Mao nos últimos anos de vida e em suas atividades políticas durante a Revolução Cultural, argumentando que o relacionamento entre Zhou e Mao pode ter sido mais complexo do que é comumente retratado. Essas críticas descrevem Zhou como tendo sido incondicionalmente submisso e extremamente leal a Mao e seus aliados, fazendo de tudo para apoiar ou permitir a perseguição de amigos e parentes para evitar que sofresse com uma condenação política. Após a fundação da República Popular da China, Zhou não foi capaz ou não quis proteger os antigos espiões que havia empregado na Guerra Civil Chinesa e na Segunda Guerra Mundial, que foram perseguidos por manter contatos durante a guerra com os inimigos do Partido Comunista. No início da Revolução Cultural, Zhou disse a Jiang Qing: "De agora em diante, você toma todas as decisões e eu me certificarei para que sejam executadas", e declarou publicamente que seu antigo camarada, Liu Shaoqi, "merecia morrer" por sua oposição a Mao. No esforço de evitar ser perseguido por se opor a Mao, Zhou aceitou passivamente a perseguição política de muitos outros, incluindo seu próprio irmão.
Um ditado popular na China uma vez comparou Zhou a um "budaoweng" (um brinquedo "joão-bobo"), sugerindo que ele era um político oportunista. Li Zhisui, um dos médicos pessoais de Mao, caracterizou Zhou dessa forma e o criticou severamente em seu livro "A Vida Privada do Presidente Mao", descrevendo-o como um "escravo de Mao, absolutamente servil e obediente... Tudo que ele fez, ele fez para ser leal a Mao. Nem ele, nem Deng Yingchao tinham sequer um pingo de pensamento independente".  Li também descreveu o relacionamento contraditório de Mao com Zhou como um em que exigia lealdade total, "mas porque Zhou era tão subserviente e leal, que Mao o desprezava". Alguns observadores o criticaram por ser muito diplomático: evitando posições claras em situações políticas complexas e, em vez disso, sendo ideologicamente evasivo, ambíguo e enigmático. Várias explicações foram oferecidas para explicar sua indefinição. Dick Wilson, o ex-editor-chefe da Far Eastern Economic Review, aponta que a única opção de Zhou "era continuar fingindo apoiar o movimento [Revolução Cultural], enquanto se esforçava para se esquivar de seus sucessos, atenuar seus prejuízos e estancar as feridas que estava infligindo". Esta explicação para sua indefinição também foi amplamente aceita por muitos chineses após a morte de Zhou. Wilson também escreve que Zhou "teria sido expurgado de sua posição de influência e removido do controle do governo", caso ele "tomasse uma posição e exigisse que Mao cancelasse a campanha ou controlasse os Guardas Vermelhos".
O envolvimento de Zhou na Revolução Cultural é, portanto, defendido por muitos, alegando que ele não teve outra escolha senão o martírio político. Devido à sua influência e capacidade política, todo o governo poderia ter entrado em colapso sem a sua cooperação. Dadas as circunstâncias políticas da última década da vida de Zhou, é improvável que ele tivesse sobrevivido a um expurgo sem cultivar o apoio de Mao por meio de uma assistência ativa.

Zhou recebeu muitos elogios de estadistas americanos que o conheceram em 1971. Henry Kissinger escreveu que ficou extremamente impressionado com a inteligência e o caráter de Zhou, descrevendo-o como "igualmente à vontade em filosofia, reminiscência, análise histórica, sondagens táticas, respostas humoradas... [e] que podia exibir uma extraordinária graciosidade pessoal." Kissinger chamou Zhou de "um dos dois ou três homens mais impressionantes que já conheci", afirmando que "seu domínio dos fatos, em particular seu conhecimento dos eventos americanos e, nesse caso, de meu próprio passado, era impressionante". Em suas memórias, Richard Nixon afirmou que ficou impressionado com o excepcional "brilho e dinamismo" de Zhou.

"Mao dominava qualquer reunião; Zhou a preenchia. A paixão de Mao lutava para dominar a oposição; o intelecto de Zhou procurava persuadi-la ou superá-la. Mao era sardônico; Zhou penetrante. Mao se considerava um filósofo; Zhou via seu papel como o de um administrador ou negociador. Mao estava ansioso para acelerar a história; Zhou estava contente em explorar seu curso."

— Ex-Secretário de Estado dos EUA Henry Kissinger, Sobre a China (2013)
Após chegar ao poder, é possível que Deng Xiaoping tenha enfatizado demais as conquistas de Zhou Enlai para distanciar o Partido Comunista do Grande Salto Adiante e da Revolução Cultural lideradas por Mao, que abalaram seriamente o prestígio do Partido. Deng apontou que as políticas desastrosas de Mao não podiam representar o Partido, mas sim o legado e o caráter de Zhou Enlai. Além disso, Deng recebeu crédito pela adoção de políticas econômicas bem-sucedidas inicialmente propostas por Zhou. Assim, ao se associar ativamente com a popularidade de Zhou Enlai, o legado de Zhou pode ter sido usado (e possivelmente distorcido) como uma ferramenta política do Partido após sua morte.

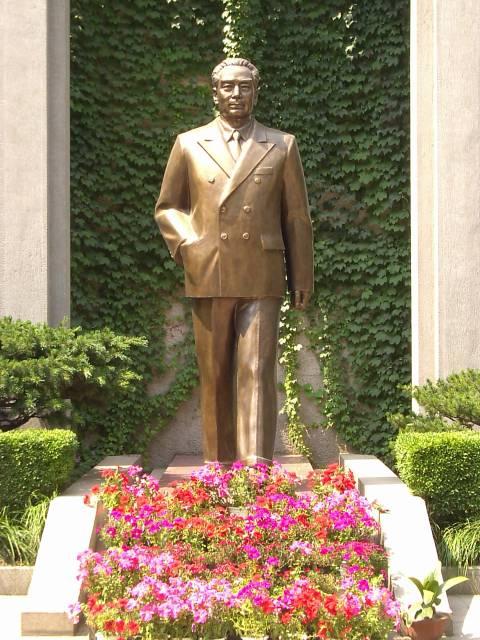
Estátua de bronze de Zhou em Nanquim, vestindo um terno ao estilo ocidental (que ele jamais vestiu após a juventude)

Zhou continua sendo uma figura amplamente homenageada na China hoje. Após a fundação da República Popular da China, Zhou ordenou que sua cidade natal, Huainan, não transformasse sua casa em um memorial e não mantivesse os túmulos de sua família. Essas ordens foram respeitadas durante a vida de Zhou, mas hoje a casa e a escola tradicional da família Zhou foram restauradas e são visitadas por um grande número de turistas anualmente. Em 1998, Huainan, para comemorar o centésimo aniversário de Zhou, abriu um vasto parque comemorativo com um museu dedicado à sua vida. O parque inclui uma reprodução dos aposentos de trabalho e vida de Zhou em Pequim.
A cidade de Tianjin estabeleceu um museu para Zhou e sua esposa Deng Yingchao, e a cidade de Nanquim ergueu um memorial celebrando as negociações comunistas em 1946 com o governo nacionalista que apresenta uma estátua de bronze de Zhou. Os selos comemorativos do primeiro aniversário da morte de Zhou foram emitidos em 1977 e em 1998 para comemorar seu 100º aniversário.
O drama histórico de 2013, "The Story of Zhou Enlai", apresenta a viagem de Zhou Enlai em maio de 1961 durante o Grande Salto Adiante, quando ele investigou a situação rural em Huaxi, Guiyang, e na antiga base revolucionária do distrito Boyan de Hebei.

## Obras
- Zhou Enlai (1981). Selected Works of Zhou Enlai. I 1 ed. Pequim: Foreign Languages Press. ISBN 0-8351-2251-4. Consultado em 7 de maio de 2020. Cópia arquivada em 25 de fevereiro de 2020
- — (1989). Selected Works of Zhou Enlai. II 1 ed. Pequim: Foreign Languages Press. ISBN 0-8351-2251-4. Consultado em 7 de maio de 2020. Cópia arquivada em 25 de fevereiro de 2020